# Art paleolític

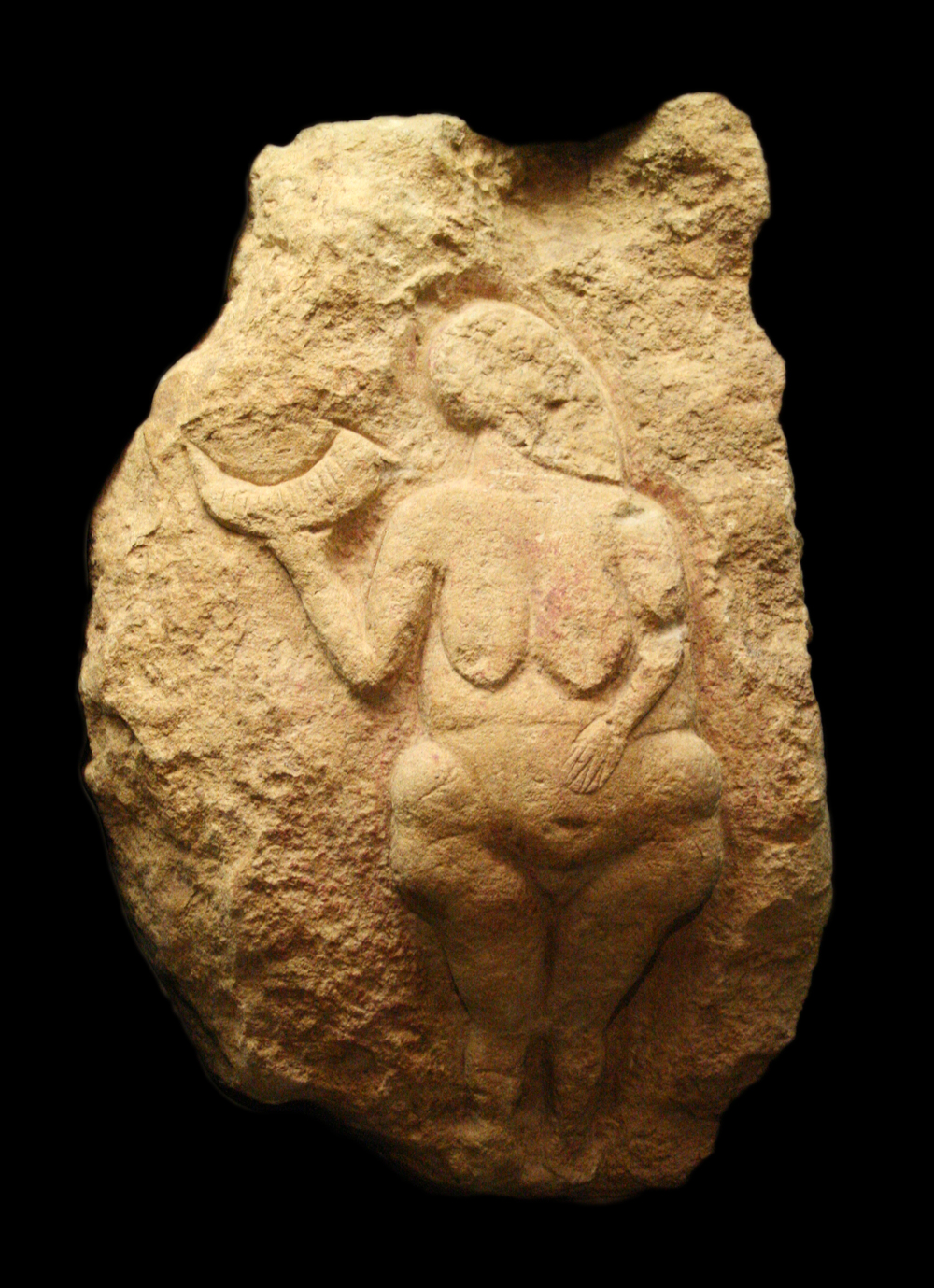
Venus de Laussel, que pertany al Paleolític superior (aurinyacià)

L'art paleolític és una de les manifestacions artístiques més antigues de la història de la humanitat. Va aparèixer durant el Paleolític superior, poc després de l'any 40000 aC, quan els éssers humans moderns poblaven pràcticament tot el globus terraqüi. Durant aquest període, els éssers humans vivien de la caça i de la recol·lecció de vegetals, s'associaven en tribus i les seves eines estaven fetes de pedra tallada, fusta i os. No obstant això, sembla que les principals manifestacions artístiques, per no dir gairebé les úniques, es limiten a l'actual territori europeu, i més concretament, al sud del límit dels gels de la glaciació de Würm.
Hi ha un gran superposició entre l'art paleolític i el que es coneix com a art rupestre perquè gairebé totes les troballes procedeixen d'excavacions de coves o de les seves parets. No tot l'art rupestre és paleolític, ja que s'ha trobat mostres d'art rupestre en altres períodes històrics, especialment en el Neolític, així com tampoc tot l'art paleolític procedeix de les coves.
L'art mural de les coves (també anomenat art parietal) es concentra sobretot en algunes regions occitanes (Perigord, Llenguadoc, Llemosí, Alvèrnia, Gascunya…), a la península Ibèrica (cornisa cantàbrica, Pirineus, costa mediterrània i alguns punts de la meseta Central com Maltravieso, Siega Verde o los Casares, i Portugal) i, ocasionalment, es pot trobar a la península Itàlica i a l'Europa oriental. Es desconeix per què no s'han trobat restes d'art paleolític parietal en altres parts del món. L'«art moble» (també anomenat art mobiliari, concepte utilitzat per a designar indistintament qualsevol obra d'art de dimensions limitades i manejables, és a dir, que pot ser transportat per l'ésser humà) és més abundant, i s'estén no sols per França i Espanya sinó també per les valls dels rius Danubi i Don i per la conca del llac Baikal, a Àsia. N'hi ha restes esporàdiques en altres parts del món.
La majoria de testimonis en forma d'art que han deixat els homes i les dones del Paleolític superior, és a dir, les pintures rupestres del període entre 15000 i el 10000 aC, es concentren al nord-est ibèric. Tanmateix, altres expressions artístiques tan fonamentals com la tradició oral, la dansa, la música, etc., s'han perdut per sempre, ja que no hi va haver cap possibilitat de registrar-les durant el Paleolític.

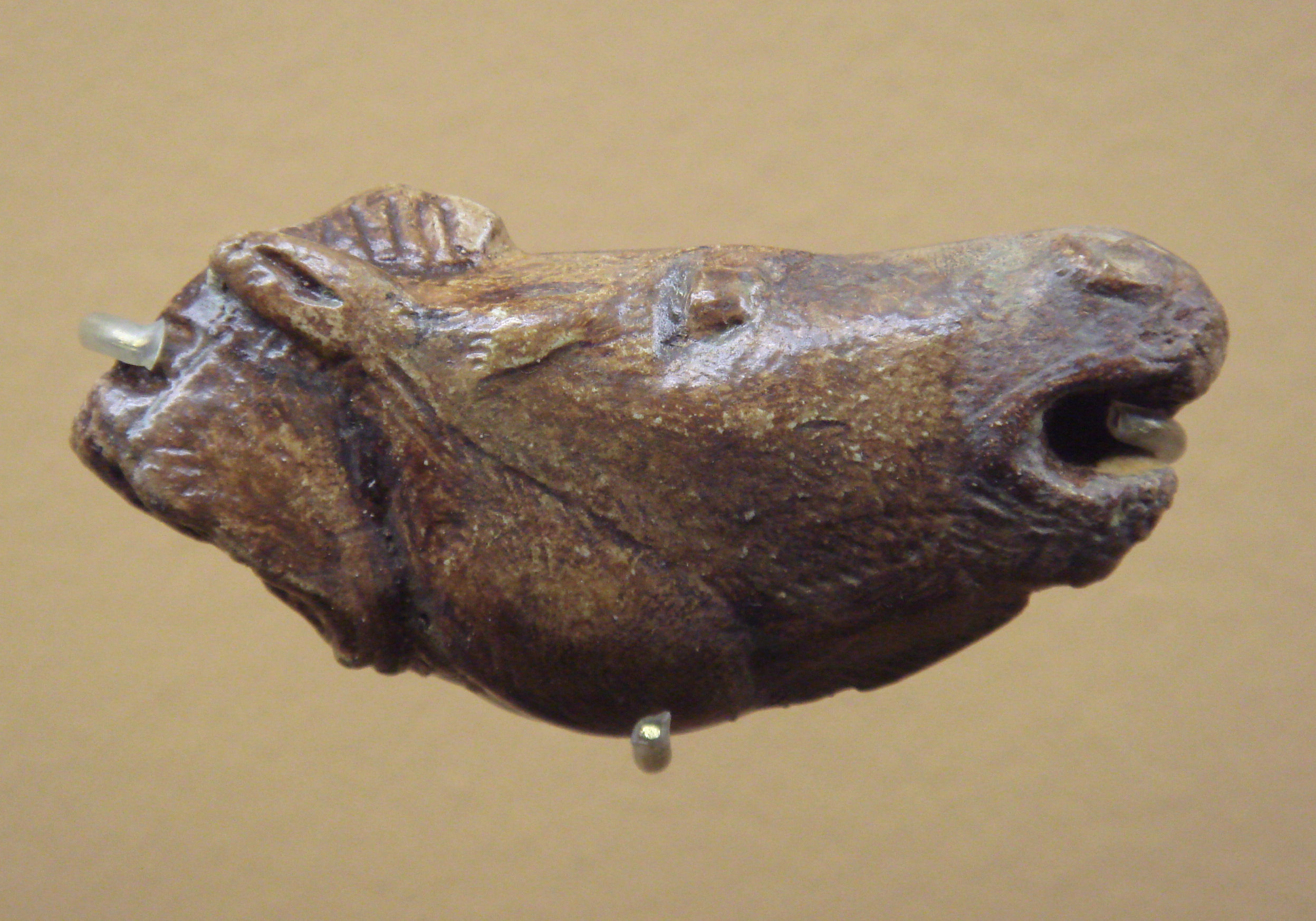
Cap de cavall tallat en ivori de l'època paleolítica i trobat al mas d'Azil al Pirineu

Des dels primers descobriments d'objectes artístics paleolítics al segle xix, sempre s'ha suscitat l'enigma de quina podia ser la seva motivació i el seu significat. Sembla haver-hi consens en el fet que es tracta d'un art de funció religiosa i que la seva temàtica està íntimament relacionada amb el medi natural i el seu numen. Així mateix, les obres paleolítiques tenen un alt valor estètic i artístic: els humans paleolítics van demostrar, en alguns casos, un desig de perfecció i un sentit de la bellesa totalment comparable als artistes d'altres èpoques històriques.

## Cronologia i etapes
En aquesta etapa de la prehistòria es produeix l'evolució humana o hominització, és a dir, el pas des de les formes més primitives a l'actual ésser humà (Homo Sapiens Sapiens) i sembla que en bona part de l'evolució humana hi ha senyals del que podrien ser antecedents de l'art. La datació de les obres d'art paleolítiques és un dels problemes més importants, sobretot si es tracta d'art parietal, sense context arqueològic que pugui ajudar a posar-hi data. Per solucionar-ho, s'usen mètodes indirectes i extrapolacions (comparant l'estil d'obres exhumades en excavacions i amb cronologia segura, amb les obres murals). Un altre mètode possible quan diverses figures se superposen consisteix a emprar estudis d'estratigrafia que permeten saber quina de les figures és anterior i quina és posterior. Els últims avenços permeten aplicar tècniques de datació absoluta, la qual cosa pot ser definitiva: concretament el radiocarboni (que ara es pot realitzar amb mostres molt més petites), la termoluminiscència, l'anàlisi de pigments... Però aquests mètodes s'han aplicat molt poques vegades, de manera que predominen les perioditzacions basades en dades parcials, estilístiques i extrapolacions:

### Paleolític inferior(400000-100000aC)
Els preneandertals (homo heidelbergensis) que van habitar Europa ja dominaven el foc i els seus utensilis demostren un cert sentit de l'estètica que depassa la funcionalitat. Un exemple evident d'això es pot trobar en peces com els bifaços, en què s'aprecia la recerca de la simetria. A més, tot i que la majoria de pràctiques de canibalisme tenien una finalitat alimentària per qüestió de supervivència, en algunes ocasions -certament molt escasses- podria tractar-se de canibalisme ritual. Fins fa poc, no hi havia cap indici que indiqués que els anteneandertals europeus tinguessin sentit religiós o artístic. Tot i que algunes troballes paleolítiques del nord d'Àfrica (com El Gettar, a Algèria) i d'Alemanya (per exemple, un fragment ossi de pota d'elefant gravat amb 28 talls a Bilzingsleben, jaciment de 412.000 anys, aproximadament), indueixen a sospitar el contrari, són encara poc concloents. No obstant això, les troballes de l'avenc dels Ossos, a la serra d'Atapuerca, semblen una acumulació conscient de cadàvers amb finalitat religiosa. Si a aquestes representacions s'afegeix la presència del bifaç acuradament tallat (batejat amb el nom d'Excalibur), és plausible pensar que ja durant el Plistocè mitjà els éssers humans tenien creences religioses que s'associaven al futur desenvolupament de l'art. Els descobriments més revolucionaris, però, han estat les estatuetes que, tot i la seva tosquedat, s'han interpretat com a figures femenines: La Venus de Berejat Ram (alts del Golan) i la Venus de Tan-Tan (Marroc), ambdues han estat discutides i cal esperar que les investigacions es consolidin. En aquesta etapa es troben els primers utillatges, des dels primers còdols tallats i també les primeres destrals de mà (bifaços). Diferents homínids elaboren indústries lítiques; les més representatives són les anomenades olduvaià, acheulià i clactonià.

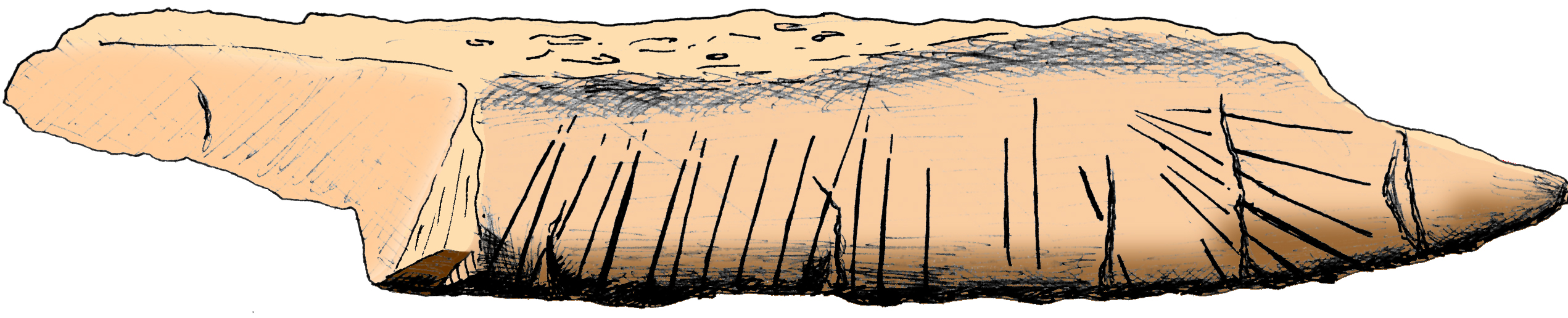
Os gravat de Bilzingsleben (Alemanya)
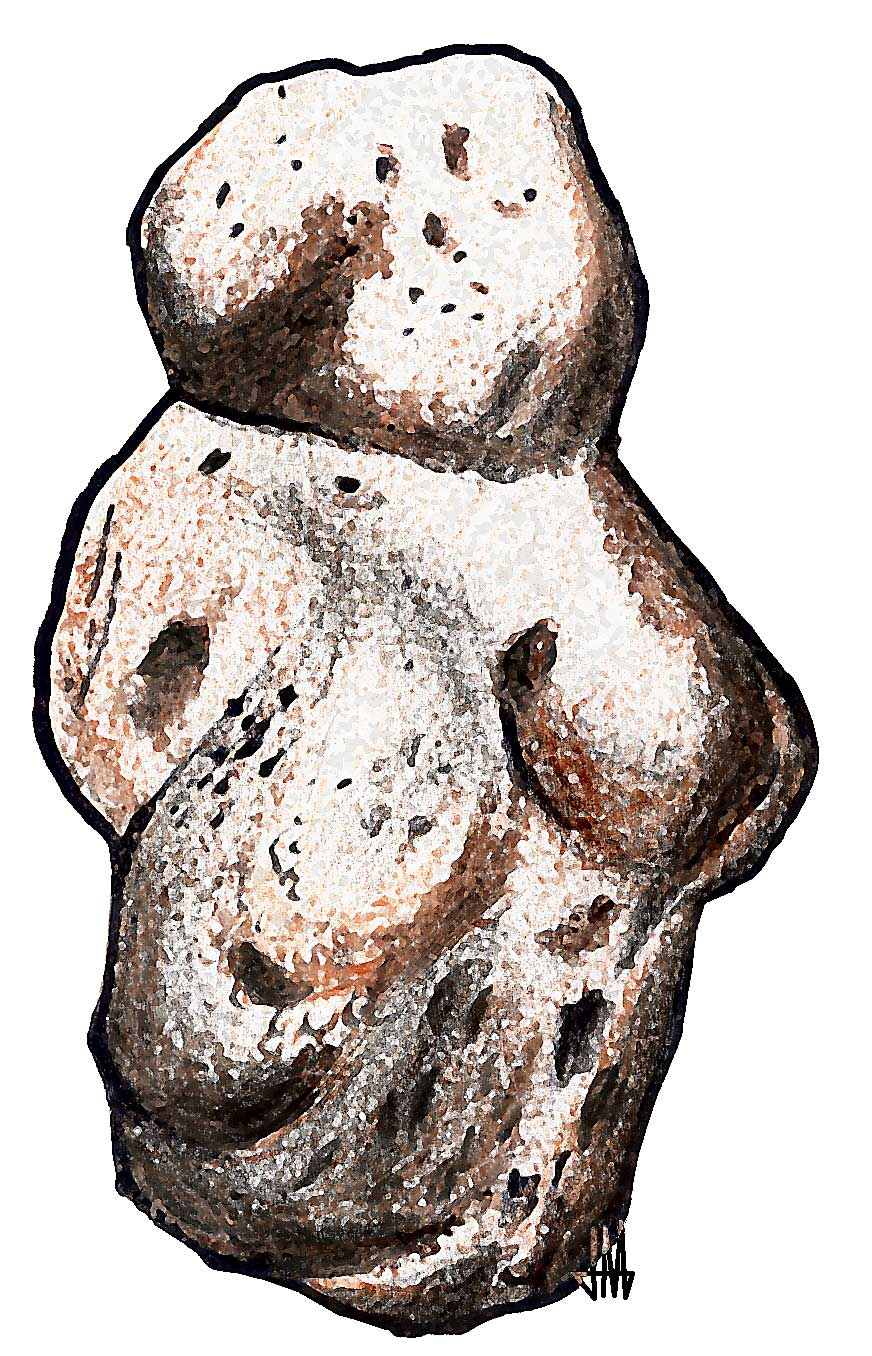
Venus de Berejat Ram (Israel). Discutida
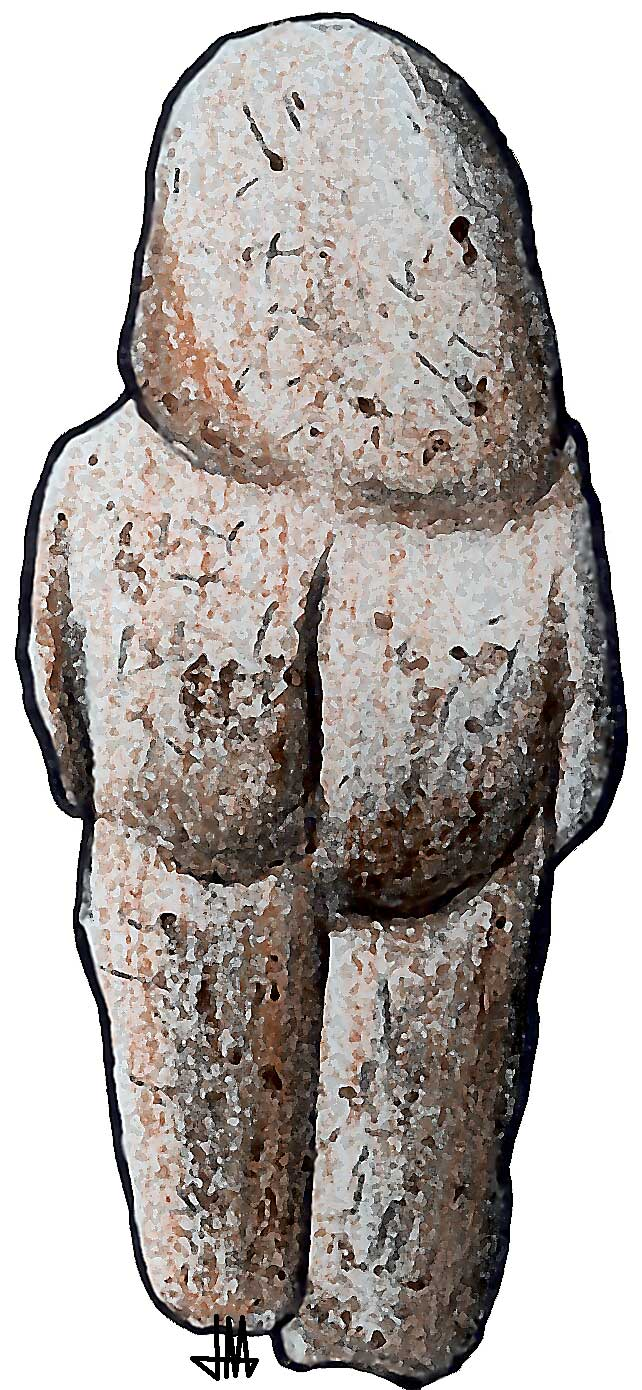
Venus de Tan-Tan (Marroc). Discutida

### Paleolític mitjà(100000-35000 aC)
L'humà de Neandertal habitava l'Europa occidental i la costa del mar Mediterrani. Aquesta espècie humana ja havia desenvolupat formes lingüístiques simbòliques rudimentàries, així com creences religioses i, probablement, les primeres formes d'art. Les excavacions demostren que col·leccionava objectes curiosos (fòssils i minerals cristal·litzats) i que elaborava certs tipus d'adorns fets amb ossos. Molt coneguts són els ossos perforats de Lunel-Viel i Port-Launay a França i el més antic el de la cova de les Grajas a Archidona, Màlaga, que podria emplaçar-se en la glaciació de Riss, datat en uns 200.000 anys. També a França, a Pech de l'Azé es va trobar una costella de bòvid gravada datada a l'interglacial Mindel-Riss. Fora de l'àmbit europeu, és molt destacable la troballa de dues plaques d'ocre amb gravats abstractes però intencionals, amb una pauta geomètrica concreta (reticulat), a la cova de Blombos (República Sud-africana), podrien haver estat fabricats fa uns 70.000 anys (edat mitjana de la pedra africana). Aquesta troballa està relacionada amb altres blocs d'ocre que, segons s'ha provat, s'usaven com a pigment d'adorn corporal (totes aquestes troballes procedeixen tant de llocs d'habitació com d'autèntiques inhumacions rituals), però és el primer cop que aquesta espècie de llapis d'ocre conserva algun tipus de decoració. A més, a la caverna de Blombos, hi ha nombrosos adorns de petxines perforades (encara que aquesta informació és bastant controvertida). D'aquest període, es coneixen les primeres manifestacions de caràcter simbòlic en l'art: hi ha un sentiment religiós i s'enterra els morts. Augmenta la destresa en el tall de la pedra com ho mostra la tècnica Levallois. Entre el Paleolític inferior i el mitjà es desenvolupa la indústria del mosterià.

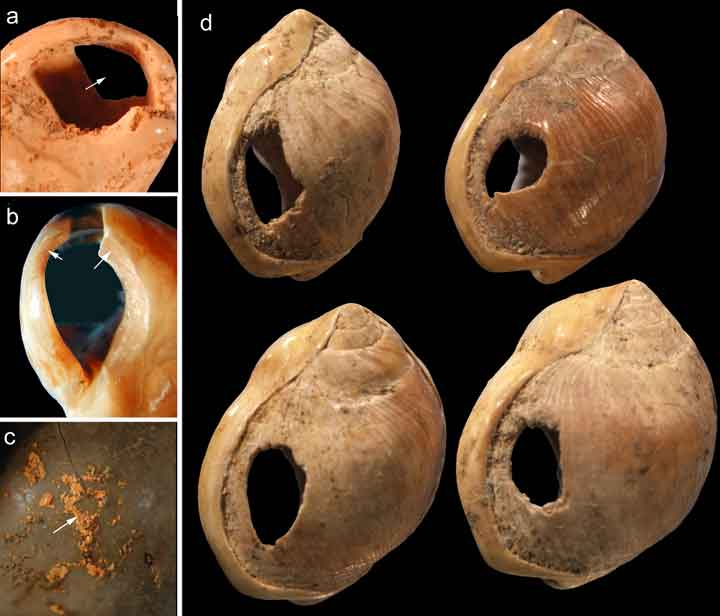
Gastròpodes marins traspassats, caverna de Blombos, (Sud-àfrica)
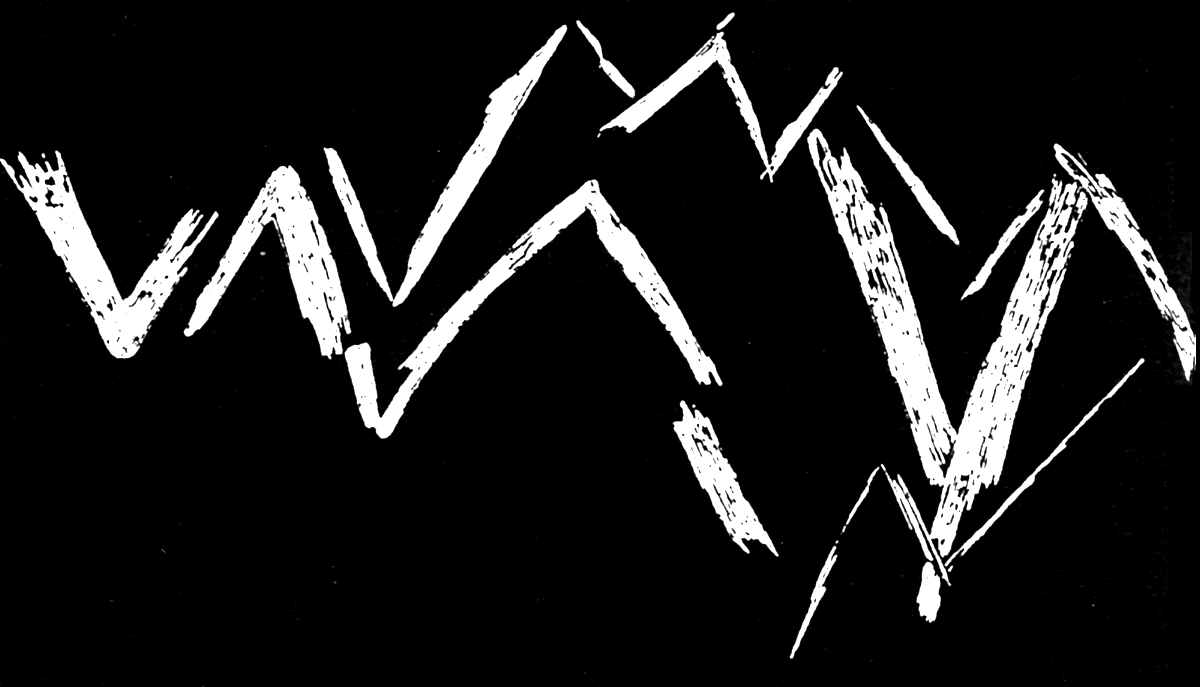
Gravat en ziga-zaga sobre un os mosterià de Bacho Kiro (Bulgària)

### Paleolític superior(35000-9000 aC)
En aquesta època es produeix el perfeccionament de l'utillatge dels primers ornaments amb ossos, i apareix l'art figuratiu. Destaquen cinc períodes culturals: el perigordià, l'aurinyacià, el solutrià, el protomagdelanià i el magdalenià, algun dels quals encara es podria subdividir. El veritable creador de les arts plàstiques és l'ésser humà modern, Homo sapiens sapiens, que va colonitzar Europa fa uns 40.000 anys. La primera proposta seriosa va ser proposada per l'abat Breuil, que acceptava que l'art havia d'evolucionar del simple al complex, de l'esquemàtic al realista (amb un paradigma clarament presentista). Per a ell, hi havia dos grans cicles estilisticocronològics que no tenen parentiu entre si:
- L'aurinyacià-perigordià, destaca per una tonalitat dominant vermella que parteix de signes molt senzills (com puntuacions, mans, i traços lineals) fins a arribar a la combinació de dos colors.
- El solutrià-magdalenià, també evoluciona de la monocromia a la bicromia, però amb una tonalitat dominant negra.

Una altra de les propostes és la d'Annette Laming-Emperaire, que proposa una cronologia de tres fases, que destaca per la seva senzillesa:
- Una fase arcaica (aurinyacià-perigordià).
- Una fase transicional (que acollia les últimes representacions de l'etapa precedent i les primeres del cicle solutrià-magdalenià).
- Una fase final, magdalenià, en què els policroms suposaven l'últim pas evolutiu.

Posteriorment, André Leroi-Gourhan va proposar una nova cronologia més estesa, però tenint present que n'hi ha altres propostes vàlides. Aquesta datació no sols es basa en els estudis estratigràfics sinó que també té en compte les relacions entre els animals representats en cada cova, la contradicció de temes binaris i el seu possible significat. Tot i que considera importants els trets formals i estilístics, no pressuposa una evolució del simple al complex. De fet, es constata que en els retrats ideomorfs succeeix al contrari (cada cop són més abstractes):
| Quadre cronoestilístic de l'art paleolític segons Leroy Gourhan |                                               | |
| Imatges d'exemple | Etapa o estil: resum i característiques       | Conjunts o llocs destacats |
| | període prefiguratiu                          | Llocs: * Bilzingsleben Arxivat 2006-09-28 a Wayback Machine. * serra d'Atapuerca * Venus de Berejat Ram * Venus de Tan-Tan * Cova de les Grajas * Lunèl Vièlh * Port-Launay *Pech de l'Aze |
| Les dades prèvies al naixement inequívoc de l'art es remunten al Paleolític inferior i al Paleolític mitjà. En general, aquest període pot definir-se com una recerca d'allò estètic per la simetria dels utensilis o d'un finíssim acabat que supera les necessitats pràctiques de certs utensilis, és a dir, s'ha desenvolupat ja un sentit estètic. Una cosa semblant passa amb les «col·leccions d'artefactes curiosos» i adorns corporals atribuïts als neandertals. Tanmateix, algunes troballes excepcionals, com les que se citen al marge, fan pensar que la intel·ligència de l'ésser humà havia aconseguit un cert nivell d'abstracció que conduiria al veritable art. En començar el Paleolític superior, no hi ha constància que l'art aparegués des del primer moment, així, el període châtelperronià no té un art plenament desenvolupat. |                                               | Llocs: * Bilzingsleben Arxivat 2006-09-28 a Wayback Machine. * serra d'Atapuerca * Venus de Berejat Ram * Venus de Tan-Tan * Cova de les Grajas * Lunèl Vièlh * Port-Launay *Pech de l'Aze |
| | període I, «figuratiu geomètric»              | Llocs: * Abric de Cellier * Abric de Belcayre * La Ferrassie * La Bernous * La Pasiega * El Pindal                                                                                         |
| Abasta des del final del châtelperronià i, sobretot l'aurinyacià: des de fa uns 30.000 anys. No hi ha res segur pel que fa l'art parietal, llevat, potser, del bisó de la Bernous, la resta són blocs de pedra i ossos decorats d'art moble. L'estil es caracteritza pel geometrisme i les representacions incompletes dels animals. Hi ha també signes i ideomorfs. Per tant, tot i que d'una manera rudimentària, ja conté tots els elements de l'art paleolític posterior. Per a Leroi-Gourhan, les figures no són simplificacions, sinó abstraccions. Per documentar la seva afirmació, es basa en l'oposició de bòvids i cavalls i en les figures ovals al costat de punts, és a dir, associacions binàries. |                                               | Llocs: * Abric de Cellier * Abric de Belcayre * La Ferrassie * La Bernous * La Pasiega * El Pindal                                                                                         |
| | període II, «figuratiu sintètic elemental»    | Llocs: * Abric Labatut * Pair-non-Pair * Gargas * Gorge de l'Enfer * Hornos de la Peña * Chufín…                                                                                           |
| Comença ben entrat el perigordià superior/gravetià, fa uns 27.000 anys (potser abasta el principi del solutrià). És l'època en què apareixen grans santuaris amb complexos artístics organitzats, la majoria exteriors, i als quals arriba, directament o indirecta, la llum natural. Les figures ja estan completes i, en el cas dels animals, s'aprecien detalls de l'anatomia com la línia cervicodorsal i altres elements, però només es representen les línies essencials per a la identificació genèrica de cada espècie. Els cavalls apareixen amb una línia cervicodorsal exagerada. A aquesta època pertanyen les típiques imatges de venus esteatopígiques, de formes generoses i amb òrgans sexuals molt desenvolupats. Els ideomorfs i els símbols mantenen certa simplificació i geometrització. |                                               | Llocs: * Abric Labatut * Pair-non-Pair * Gargas * Gorge de l'Enfer * Hornos de la Peña * Chufín…                                                                                           |
| | període III, «figuratiu sintètic evolucionat» | Llocs: * Roc de Sers * Chauvet * Pech Merle * Lascaux * La Pasiega * Covalanas * Candamo * El Castillo * Cueva del Moro                                                                    |
| Abasta els períodes solutrià mitjà i superior i el magdalenià inicial, des de fa uns 20.000 anys. És un estil molt més estès i amb moltes més dades que permeten entendre'l millor. Té un nombre reduït d'obres, però molt espaiades geogràficament. Subsisteix la tradició, ja vista al període II, de dibuixar la línia cervicodorsal dels animals, tot i que ara es fa més dinàmica i se li afegeixen les bandes crucials, les crineres i el ventre en «M». En el cas dels cèrvids i bòvids, les banyes apareixen en posició de tres quarts, incitant un cert sentit de la perspectiva. Encara que cada espècie es representa amb trets diferencials, els animals són, en general, microcèfals, especialment els cavalls i els cérvols; el cos sol ser enorme, gràvid i amb el ventre bombat. Ja hi ha una representació convencional del moviment (l'anomenat trot estereotipat). |                                               | Llocs: * Roc de Sers * Chauvet * Pech Merle * Lascaux * La Pasiega * Covalanas * Candamo * El Castillo * Cueva del Moro                                                                    |
| | període IV, «figuratiu analític»              | Llocs: * La Chaire-a-Calvin * Laugerie-Haute * Niaux * Les Trois Frères * Las Combarèlas * Rouffignac * Font de Gaume * La Pasiega * La Pileta * Nerja * Los Casares * Altamira            |
| Apareix com un procés evolutiu sense solució de continuïtat, de manera que és molt difícil establir la separació amb el període III. En tot cas, s'associa al magdalenià superior, a partir d'uns 15.000 anys d'antiguitat. Entre els seus trets distintius, cal destacar el desenvolupament massiu de l'art moble i els santuaris interiors. Encara que no es perden els convencionalismes, sí que aquests s'atenuen, fet que dona més realisme a les representacions. A més, apareix el modelatge del relleu, els traços modelants que simulen pelatge, els contorns difuminats, nombrosos detalls anatòmics i la bicromia es generalitza. Tot això dona un enorme realisme a les representacions, encara que les figures semblen surar sense que hi hagi sensació de gravetat. El període IV se sol dividir, al seu torn, en dues fases: l'antic, corresponent al magdalenià inferior, i el recent, propi del magdalenià superior, en què per primera vegada apareixen representacions de rens i els convencionalismes són mínims. |                                               | Llocs: * La Chaire-a-Calvin * Laugerie-Haute * Niaux * Les Trois Frères * Las Combarèlas * Rouffignac * Font de Gaume * La Pasiega * La Pileta * Nerja * Los Casares * Altamira            |

Hi ha altres propostes cronològiques i les dades s'estan revisant contínuament. Cal no oblidar els treballs de J. Clottes, que l'any 1995 va aplicar la tècnica del carboni-14 a les pintures de Chauvet, que, com s'aprecia en el quadre anterior, Leroi-Gourhan havia situat al període III «figuratiu sintètic evolucionat». El resultat va ser de més de 25.000 anys d'antiguitat, és a dir, molt més antic del que s'havia suposat. Això implicava replantejar per complet totes les cronologies elaborades per mètodes relatius o per extrapolacions. Com molt poques coves han estat datades per mètodes absoluts, encara no es pot fer un quadre sistemàtic. Aquests nous avenços han generat controvèrsia i polèmica, com és el cas del controvertit Robert Bednarik, que ha arribat a afirmar que:
| «                 | Les més conegudes pintures de Lascaux (especialment els grans bòvids i cèrvids, per exemple, els més recents) semblen del període Holocè. No conec l'edat concreta de les pintures d'aquesta cova, ni de cap altra. No obstant això, Bahn ha presentat arguments molt sòlids sobre que s'hi barregen obres d'art del final del Plistocè i l'Holocè... | » |
| — Robert Bednarik | |   |

Aquesta espècie d'insinuació ha causat molt d'enrenou i ha estat rebutjada per la majoria dels especialistes, entre els quals Lawrence Guy Straus; però no hi ha proves (datacions absolutes) sobre això.

## Europa, àrea francoibèrica
L'art rupestre parietal és propi de la zona francoibèrica: a França hi ha més de 130 coves, entre les quals destaquen les de la zona d'Aquitània (Lascaux, Pech-Merle, els Combarelles, Laugerie, La Madeleine...) i les del Pirineu (Niaux, les Trois Frères, Li Tuc d'Audubert, mas d'Azil, Bédeilhac...), i a la península Ibèrica hi ha unes 60 coves, gairebé totes al Cantàbric, i en destaquen la gruta d'Ekain, les coves del monte Castillo, Tito Bustillo, o la cova d'Altamira, encara que també apareixen esporàdicament a l'altiplà (Siega Verde a Salamanca, Domingo García i La Grega a Segòvia, Maltravieso a Càceres, cova de los Casares a Guadalajara... i, sobretot, a les costes Mmditerrànies (la Pileta i Nerja a Màlaga…);,incloent-hi el gran conjunt d'art rupestre que es troba al sud de la península Ibèrica: l'art Mmridional, amb més de 180 coves i abrics decorats en totes les èpoques prehistòriques; ens interessen les figures més antigues, que daten de lPpleolític superior (Sslutreià. Hi ha rars exemples fora de França i Espanya, com la Grotta dell'Adaura a Itàlia o Kapova a Rússia, entre d'altres. L'art mobiliar,i en canvi, és abundant a tot Europa.

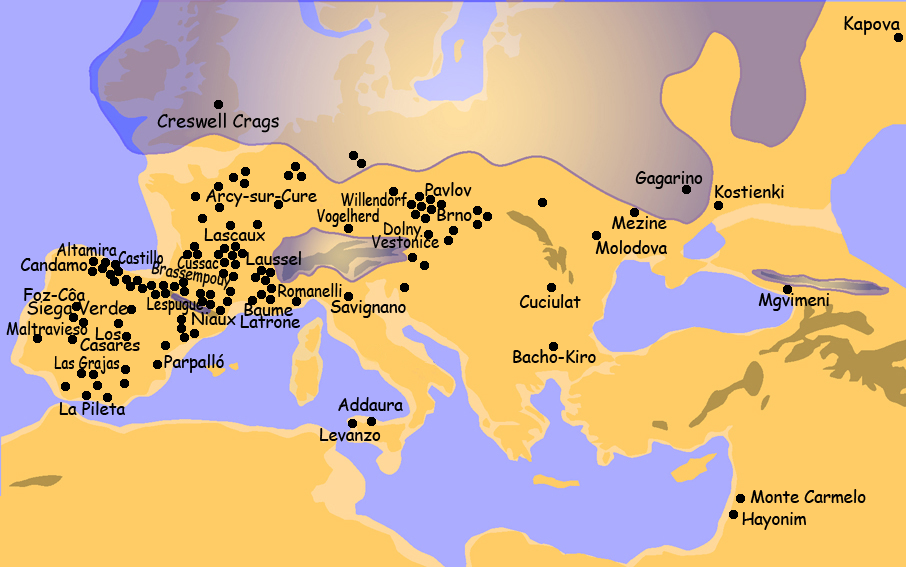
Distribució de jaciments amb art paleolític a Europa

### Catalunya
A Catalunya, s'han trobat pocs jaciments que pertanyin al Paleolític superior, el cérvol de la cova de la Taverna (Margalef de Montsant, Priorat), trobat l'any 1981 i que data del 15000-12000 aC, el bòvid de la cova de la Moleta de Cartagena o del Tendo (Sant Carles de la Ràpita, Montsià), pintat en una estalactita, trobat l'any 1964 i actualment desaparegut, i unes figures animals gravades sobre una sèrie de blocs de pedra del jaciment del molí del Salt (Vimbodí, conca de Barberà) d'entre 12.000 i 14.000 anys d'antiguitat. També es van trobar una sèrie d'obres gravades sobre ossos de la mateixa època: els caps d'ocells de la Bora Gran d'en Carreras (Serinyà, pla de l'Estany), i uns elements abstractes, que es podrien descriure com línies gravades en forma d'escala o de quadrats, de la cova del Parco (Alòs de Balaguer, Noguera), i a la cova de la Griera (Calafell, Baix Penedès). Durant l'època de l'Epipaleolític (12000-7000 aC), es va desenvolupar el que es coneix com a art llevantí, del qual es conserven força restes arqueològiques com, per exemple, el còdol d'11.000 anys que es va descobrir al Montsant, a l'abric del Filador (Margalef de Montsant, Priorat), que té quatre barres vermelles pintades a la part superior i dues més al lateral i a la cara inferior. De la mateixa època són les dues plaquetes gravades, una amb una cérvola i una altra amb un èquid, de les excavacions de S. Vilaseca a l'abric de Sant Gregori (Falset, Priorat) i els còdols gravats de la balma Margineda (Sant Julià de Lòria, Andorra). Els testimonis que ens han deixat els artistes llevantins són impressionants. Ho corrobora el fet que el 1998 la UNESCO va declarar patrimoni de la humanitat l'art rupestre prehistòric de l'aire lliure del Mediterrani ibèric, des d'Aragó fins a Andalusia. L'art llevantí va marcar un abans i un després en la prehistòria, perquè per primera vegada es van narrar relats amb la pintura. A partir d'aquestes pintures es podien resseguir històries de cacera i de batalles o quelcom tan quotidià com la recol·lecció i l'agricultura.ª

#### Art moble[16]
L'art moble, també anomenat art mobiliari, són un conjunt d'objectes artístics que es poden transportar i moure i que van aparèixer en el seu context arqueològic, és a dir, en excavacions. L'art moble és una manifestació artesana d'aixovars domèstics o personals, potser ritual, potser sumptuària. Per exemple, penjolls de pedra, os, petxina... Sovint, objectes d'utilitat pràctica com puntes d'arpó, puntes de llança fetes en os (atzagaies), els anomenats bastons perforats, etc., es decoraven. Aquests estris solen tenir dibuixos figuratius o abstractes gravats (potser, en un altre temps, també pintats). Igualment, però, hi ha objectes merament cerimonials que representen molt més que simples adorns. Alguns exemples en són les petites estatuetes femenines anomenades venus paleolítiques, plaquetes gravades (com les de Parpalló), o estatuetes d'animals com el famós bisó d'os de la Madeleine, la funció dels quals és religiosa.

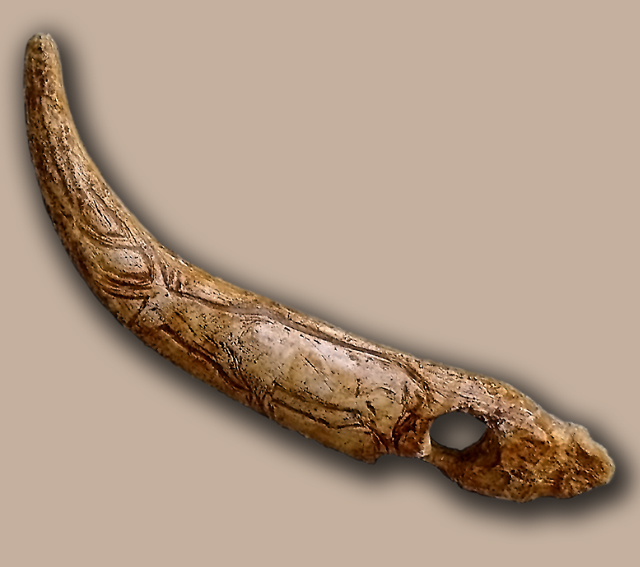
Art moble: cérvol gravat en un bastó perforat (cova d'El Castillo, Cantàbria)

#### Art parietal
L'art parietal és aquell que es troba en les parets (art mural) de les grutes, balmes i abrics rocosos. Com s'ha comentat, la concentració més gran d'art parietal es dona a Europa occidental. Gairebé totes les representacions artístiques estan en les zones més profundes de les coves (encara que les àrees d'habitació sempre van estar en les boques de les coves). Això no vol dir que no hi hagi excepcions, és a dir, santuaris exteriors, com ocorre amb la cova de Laussel, Roc de Sers (França) o La Vinya (Oviedo). L'art parietal, el componen pintures, relleus o gravats el tema principal dels quals són els animals o els signes anomenats ideomorfs, però també la figura humana.
La pintura rupestre és pròpia de cavernes profundes en l'obscuritat més absoluta. Són representacions naturalistes i bastant estàtiques. S'usen diferents colors (negres, rojos, ocres) i no sols es dibuixa el contorn sinó que es reomple tota la figura, encara que mai es representa la figura humana. Se solen representar animals: bisons europeus, cavalls salvatges, cérvols, rens, cabres salvatges, bous, senglars, rinoceronts, ossos, etc., que apareixen aïllats o en grup. També es representen signes abstractes i mans. Aquestes es pinten de dues formes: en positiu pressionant la mà tacada de pigment o en negatiu, acolorint la zona que rodeja la mà i deixant la forma d'aquesta lliure de pintura en retirar-la. Encara no se sap el significat ni la finalitat dels signes abstractes i de les mans.

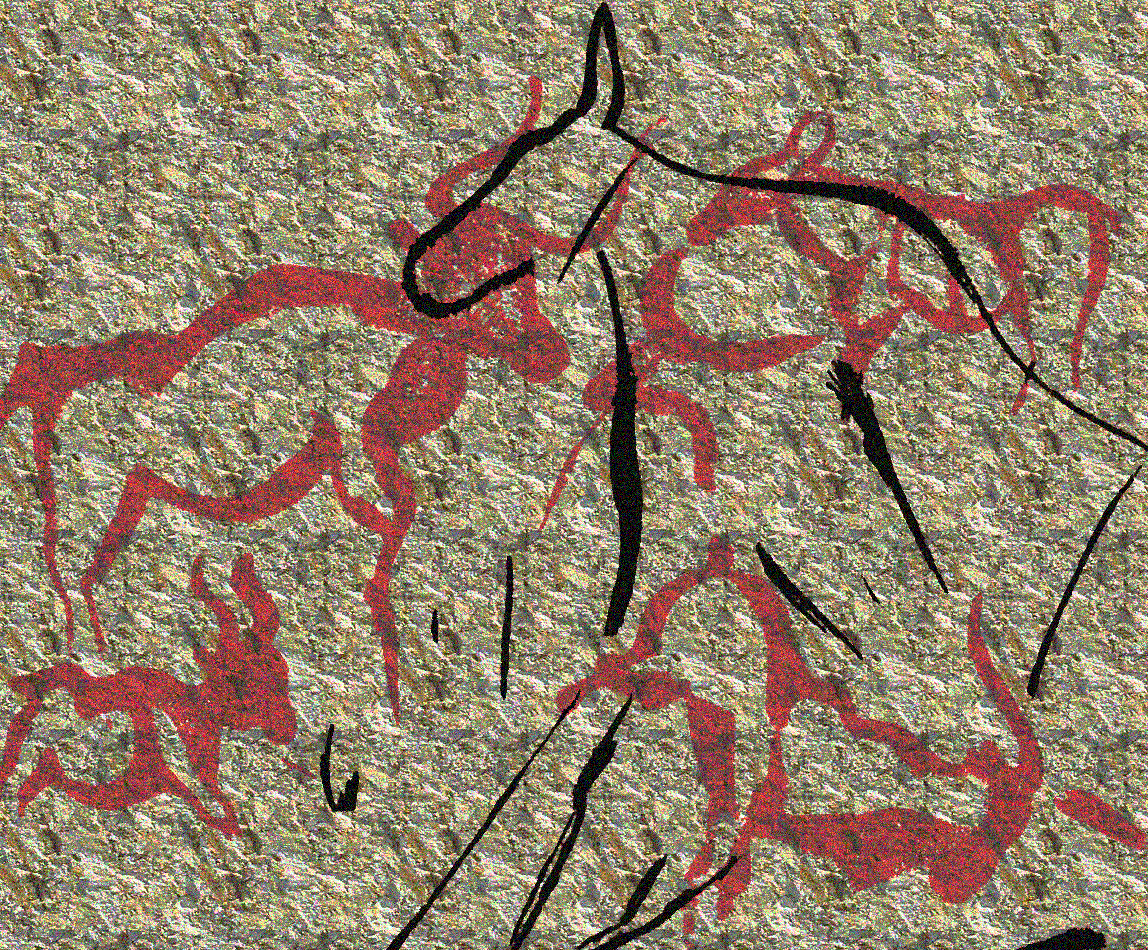
Art parietal: animals pintats a la cova de la Pileta (Benaoján, Màlaga)
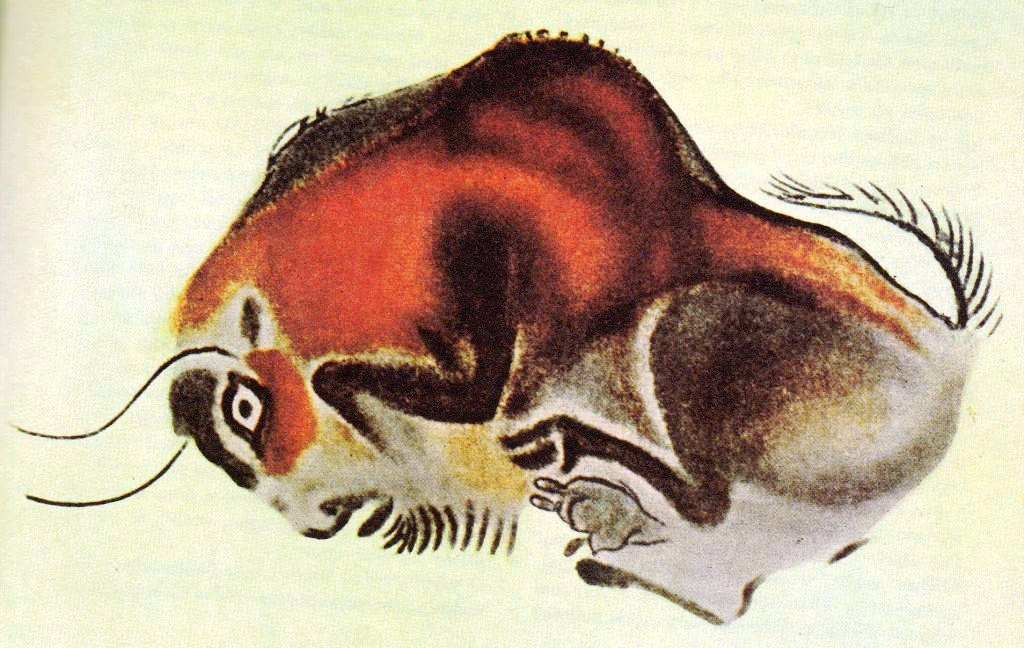
Art parietal: pintura a la cova d'Altamira
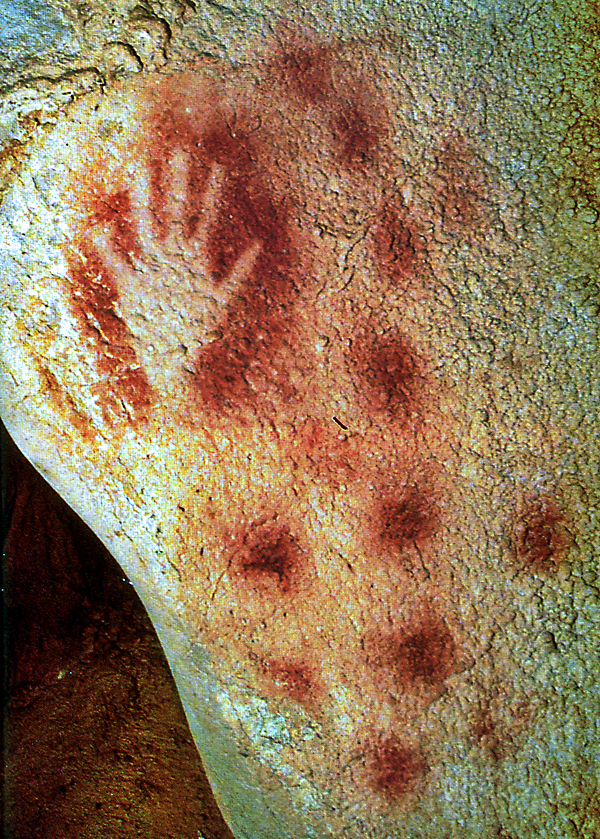
Art parietal: contorns de mans a la cova de Pech Merle, (França)

### Tècniques d'elaboració
Només han arribat fins a nosaltres escultures i dibuixos sobre pedra o os. No es coneix si hi ha havia arquitectura. Els dibuixos eren de dos tipus, gravats o pintats, i les escultures podien ser estatuetes o relleus:
- La pintura: s'usaven un o dos colors que s'obtenien amb pigments minerals (manganès per al negre, ocre per al vermell o el groc) o orgànics (carbó per al negre) i amb un aglutinant orgànic (resina o greix), es podien simular realços més clars raspant la roca. Els colors s'untaven directament amb els dits i, a vegades, s'escopia la pintura sobre la roca (com un aerosol bucal). També hi ha constància de la utilització de llapis (branques cremades amb les quals es mascarava la paret i boles de colorant mineral aglutinades amb resina) o pinzells rudimentaris (escombretes i fregalls de fibres vegetals o animals). De vegades s'aprofitaven embalums i esquerdes de la paret per a donar la sensació de volum.
- El gravat: és un dibuix a força de fines incisions o talls, sobre l'os o la roca, fet amb utensilis afilats de sílex anomenatsburins. El gravat apareix des dels primers temps de l'art, com un equivalent del dibuix, però es desenvolupa sobretot durant el final de l'aurinyacià i durant el gravetià (d'aquest període destaquen les plaquetes gravades a El Parpalló, València), per acabar pràcticament desapareixent durant el solutrià. El gravat torna a guanyar importància durant el magdalenià amb una major varietat d'estils, temes, combinacions i suports que mai abans s'havia vist.
- El relleu: és un gravat que té unes incisions tan profundes que la figura es converteix en una escultura que sobresurt de la roca o de l'os del suport (com els bisons esculpits a la Fourneau du Diable, o el famós peix de l'abric del Peix, ambdues a Dordonya, França). El relleu només apareix al final del Paleolític europeu, és a dir, durant el magdalenià i, gairebé sempre, associat a santuaris exteriors: aquelles coves poc profundes i il·luminades per la llum natural.
- Les estatuetes: són petites escultures exemptes de pedra o d'os, tallades per tots els costats. Gairebé sempre són figuretes femenines anomenades venus paleolítiques (Venus de Brassempouy, a França). Les estatuetes són el tipus d'art paleolític més estès a Europa, amb importants escoles, no sols a l'àrea francesa, sinó també a l'Europa central i de l'est. Les estatuetes femenines i d'animals són molt antigues, però sembla que, a França i a Espanya, l'estatuària animal és pròpia de l'última fase del Paleolític superior. Les estatuetes apareixen sovint adornant instruments d'ús pràctic, com bastons perforats i propulsors.

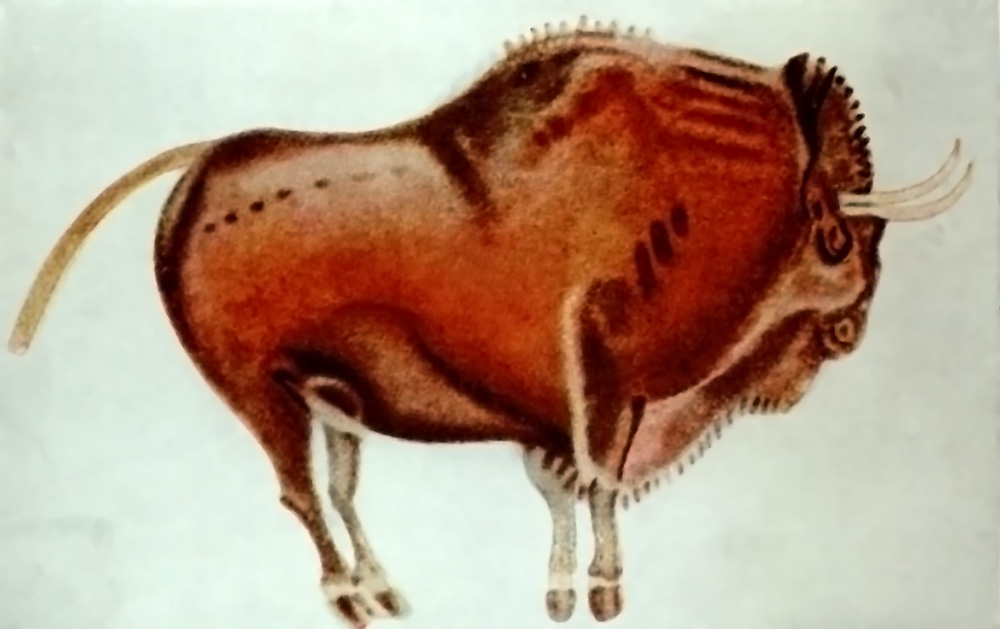
Pintura: bisó de la cova d'Altamira, (Cantàbria)
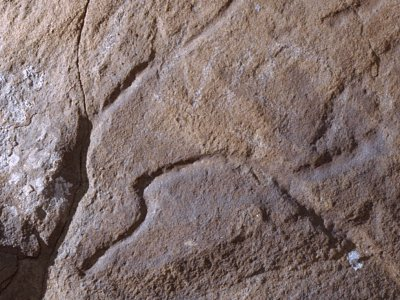
Gravat: cap de cavall, Cueva del Moro (Tarifa)
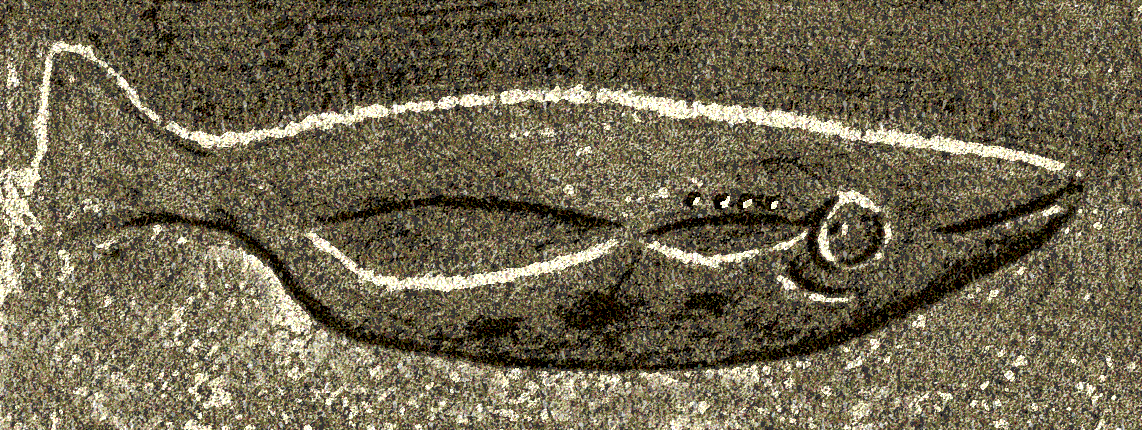
Relleu: peix de la cova a l'abric del Peix (França)
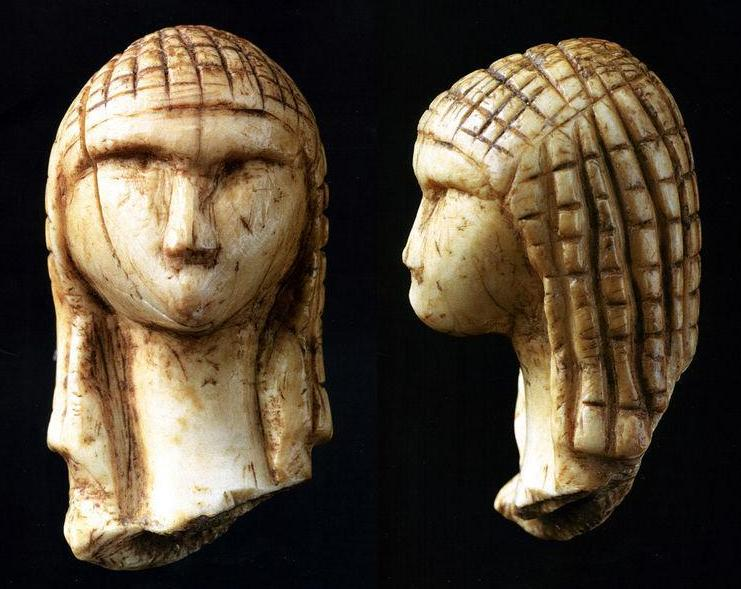
Estatuetes: Venus de Brassempouy (França)

### Temàtica
- Els temes preferits eren les representacions d'animals, sobretot toros, bisons i cavalls. També trobem cérvols, ossos, cabres... encara que són menys nombrosos. Tanmateix, s'ha d'oblidar la imatge trillada que es té de l'art paleolític, de temàtica monòtona i gairebé exclusivament animalística. Evidentment predominen els temes faunístics, però hi ha moltes escenes sorprenentment elaborades i excepcionalment intrigants.

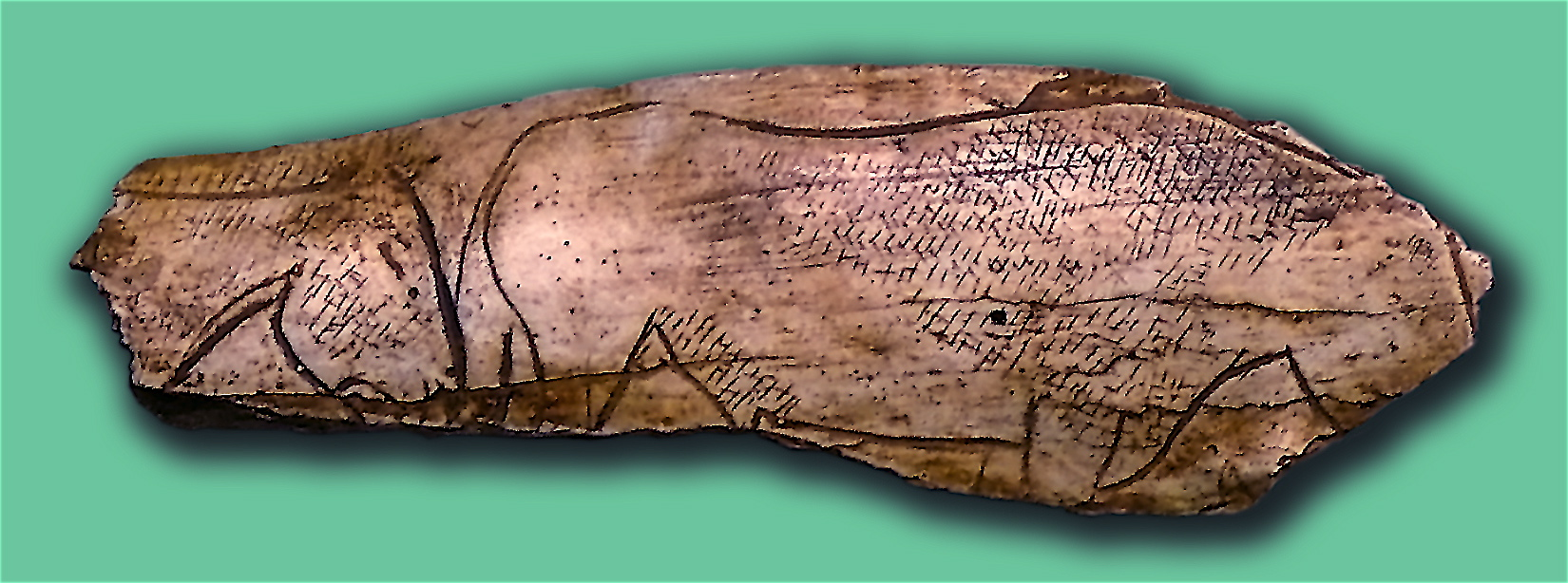
Cavalls gravats a la cova càntabra del Pendo
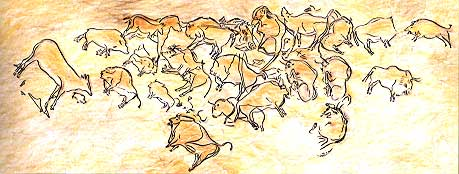
Panell dels bisons a la cova d'Altamira (Cantàbria)

- Així mateix són molt nombrosos els signes enigmàtics, alguns fàcilment identificables, com les mans impreses o els òrgans sexuals masculins i femenins, i d'altres més abstractes anomenats ideomorfs.

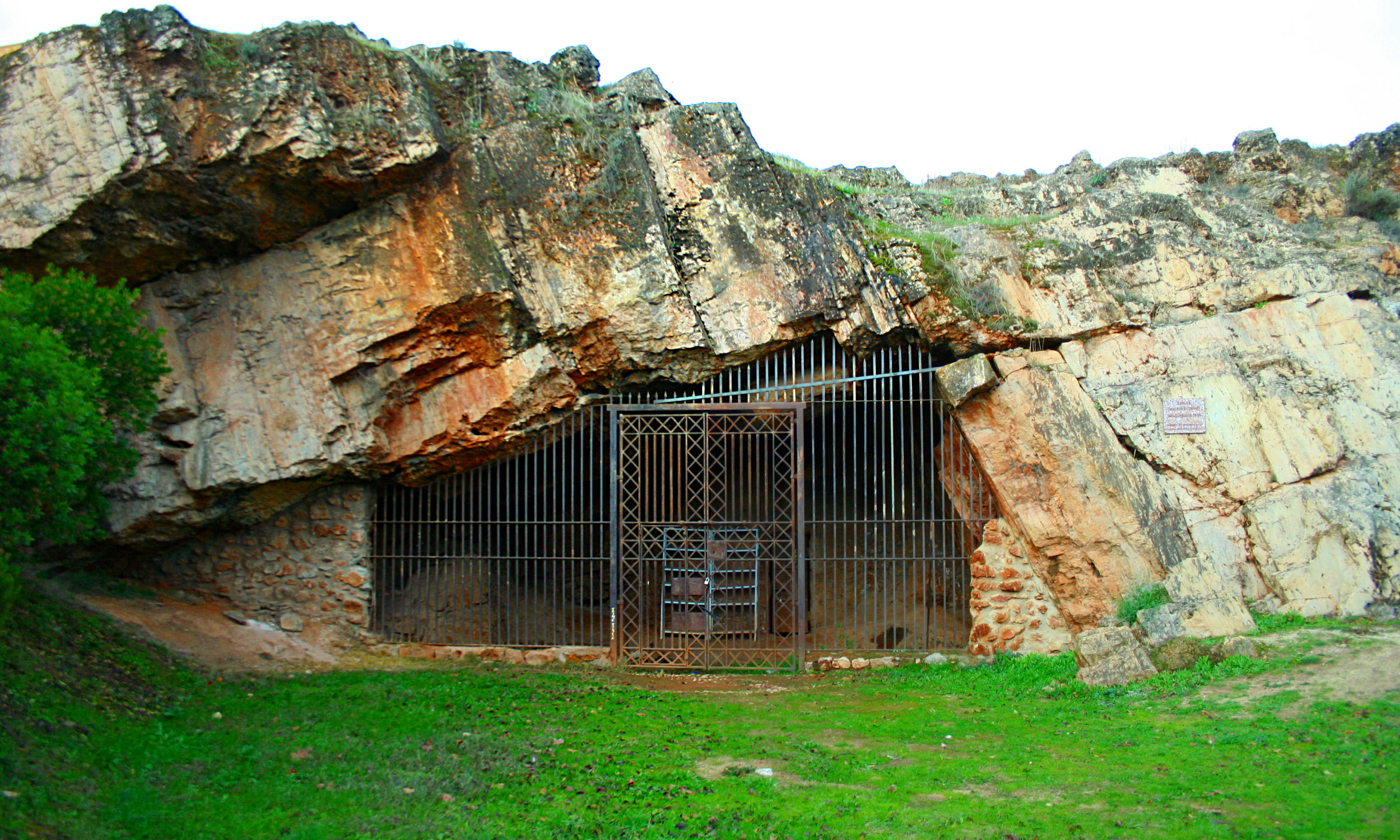
Maltravieso: el major conjunt de mans impreses del Paleolític hispà
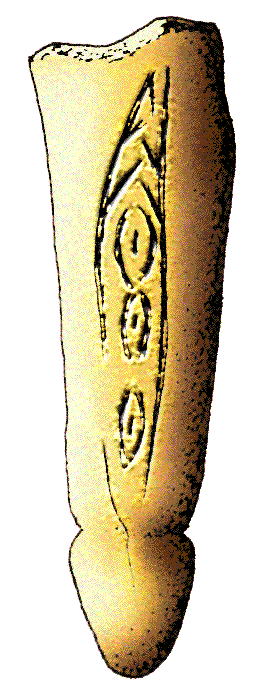
Òrgan masculí: bastó fàl·lic d'asta de la cova de cuetu de la Mina (Astúries)
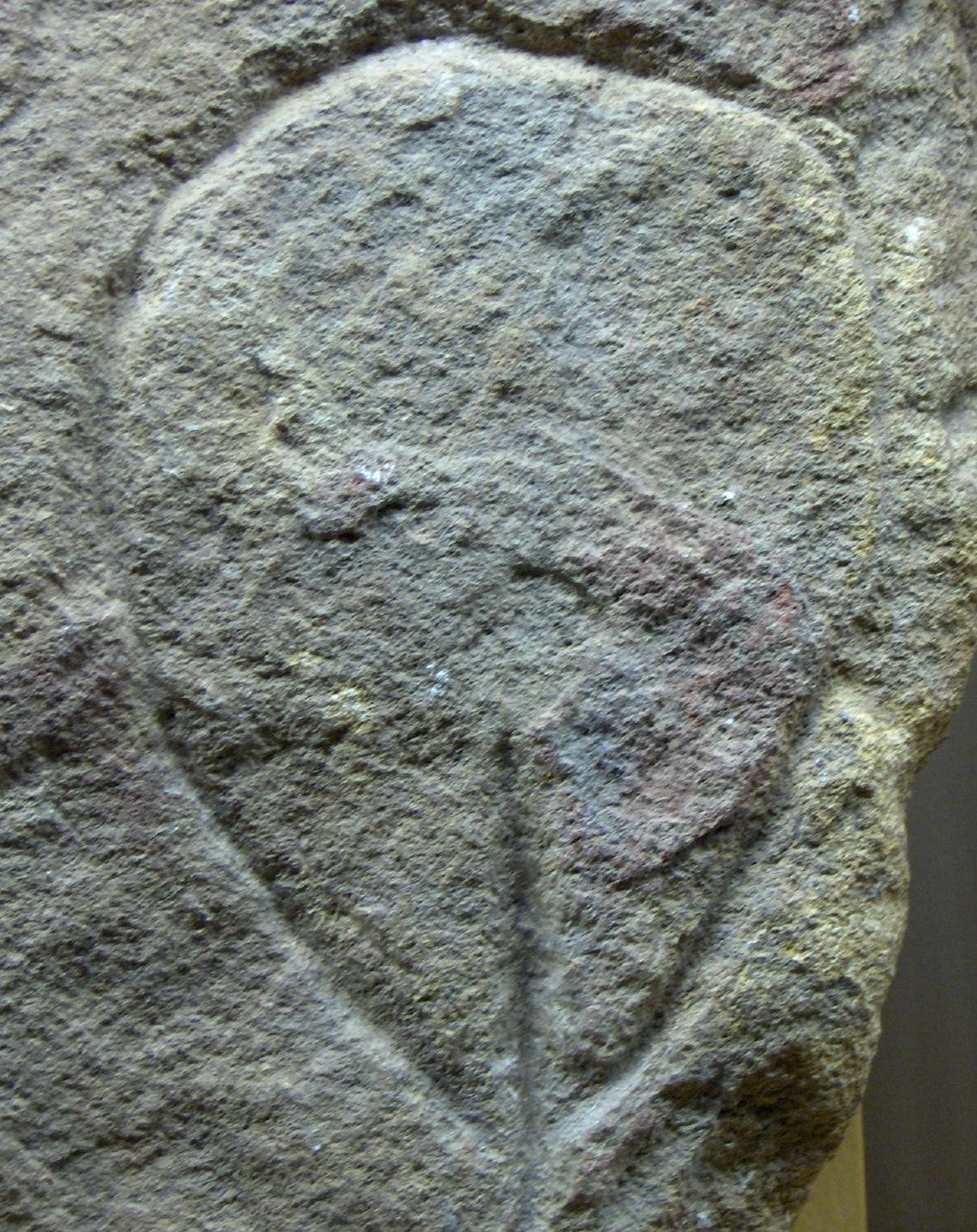
Òrgan femení: símbol amb forma de vulva, Musée de Saint-Germain-en-Laye, París
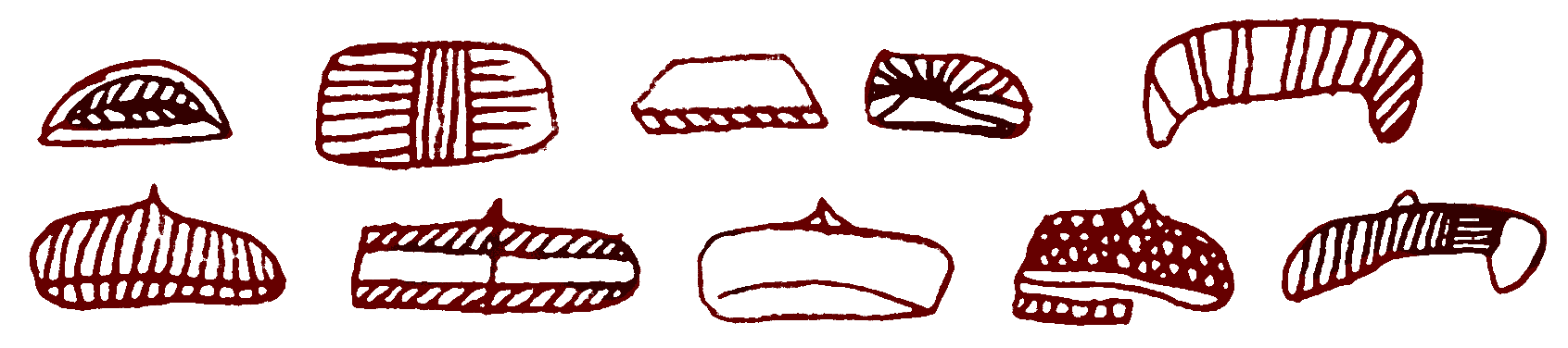
Ideomorfs de la cova de La Pasiega (Cantàbria)

- La figura masculina: de vegades apareixen homes de trets grotescs i òrgans sexuals molt detallats que, en contrast, tenen la cara desdibuixada. Alguns cops, se'ls afegeixen trets d'animals (banyes, crineres, cues, pells), avantpassats màgics de naturalesa híbrida (el tòtem de la tribu), o mags disfressats i emmascarats per a les cerimònies (el xaman o bruixot).
- La figura femenina: aquestes figures conegudes amb el nom de venus paleolítiques són molt abundants i representen dones nues amb atributs sexuals molt marcats. Igualment que en les figures masculines, les cares solen estar desdibuixades. Se'n poden distingir dos tipus. El model antic és el d'una dona grassa, amb marcada esteatopigia, la silueta de la qual es pot inscriure en un rombe (d'aquí que també s'anomenin venus losànguiques) i són pròpies de l'aurinyacià i del gravetià. El segon tipus és el de dones estilitzades que apareixen en l'última fase del Paleolític europeu, el magdalenià. S'especula que podrien ser representacions de la mare natura, dees de la fecunditat o fins i tot, ideals de bellesa d'aquella època, encara que això és més difícil de comprovar.

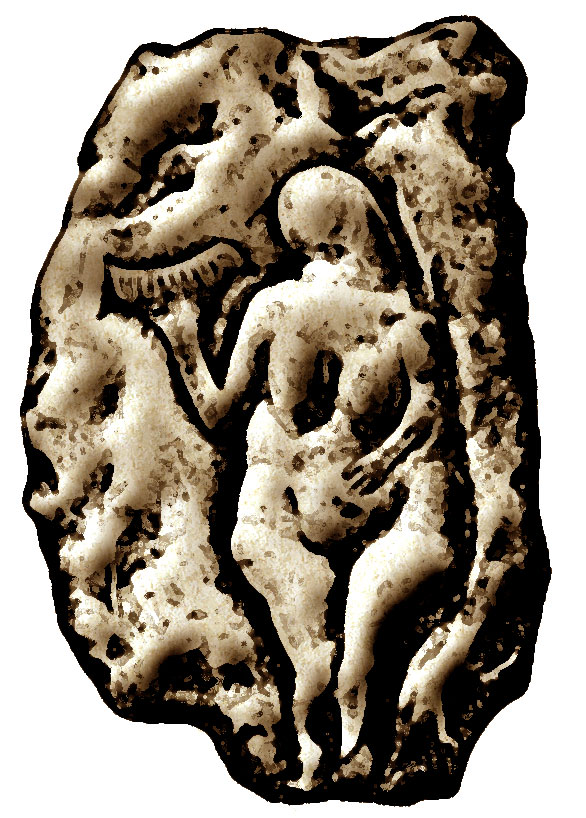
La figura femenina: Venus de Laussel (Bordeus, França)
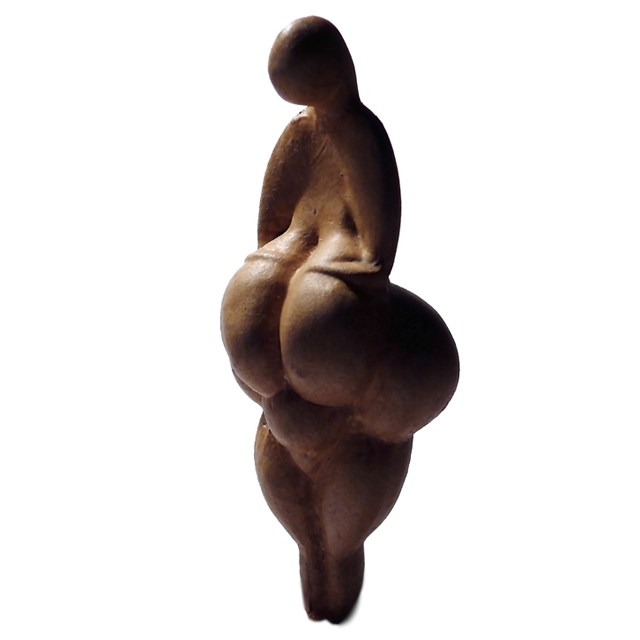
La figura femenina: Venus de Lespugue. Alta Garona (França)
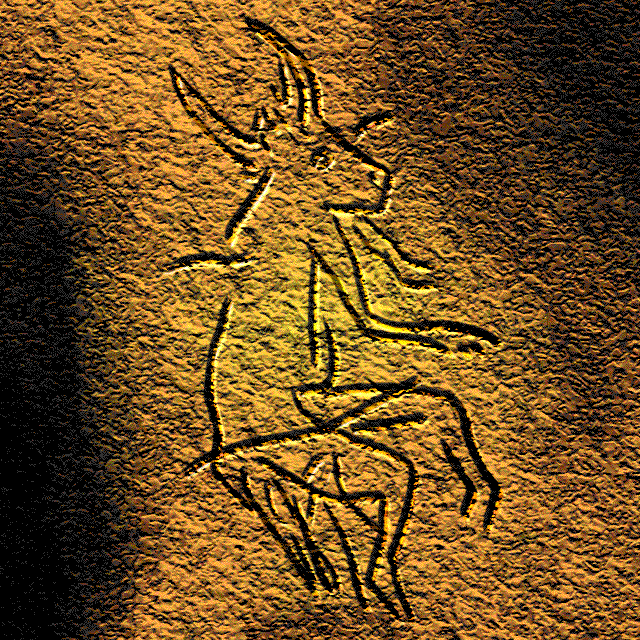
La figura masculina: xaman teriomorf Le Gabillou (França)
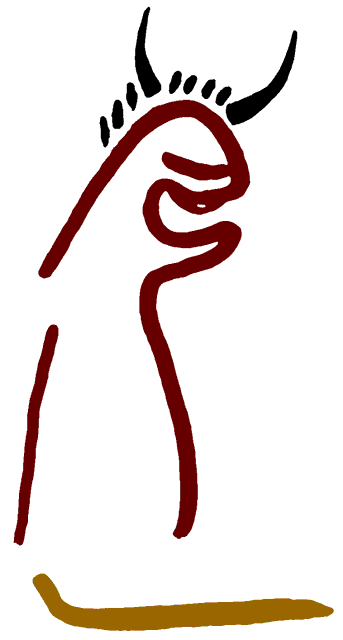
La figura masculina: xaman teriomorf de la Pasiega (Espanya)

### Estil
Les figures solen ser realistes, d'un o dos colors i amb modelatge de volums. No formen escenes sinó que estan juxtaposades (col·locades unes al costat de les altres, o unes sobre les altres) i, llevat d'excepcions, no hi ha sensació de moviment ni paisatge. És un art descriptiu, no narratiu. No obstant això, es conserven alguns exemples excepcionals d'escenes concretes de tipus narratiu, per exemple, a Lascaux, a la gruta de Trois Frères (ambdues a França) i a la cova de los Casares (Guadalajara, Espanya). En cap cas semblen representacions d'escenes concretes o anecdòtiques, sinó més aviat rituals genèrics (mitogrames) protagonitzats per xamans o esperits totèmics.

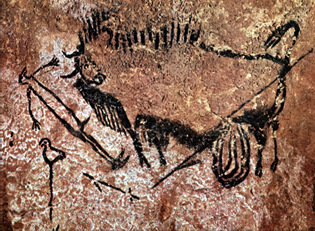
Xaman (home-ocell), envestit per un bisó ferit (Lascaux, França)
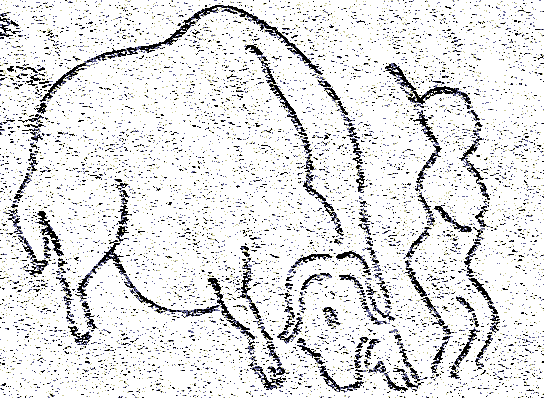
Humà perseguit per un bisó, Roc de Sers (Charente, França)
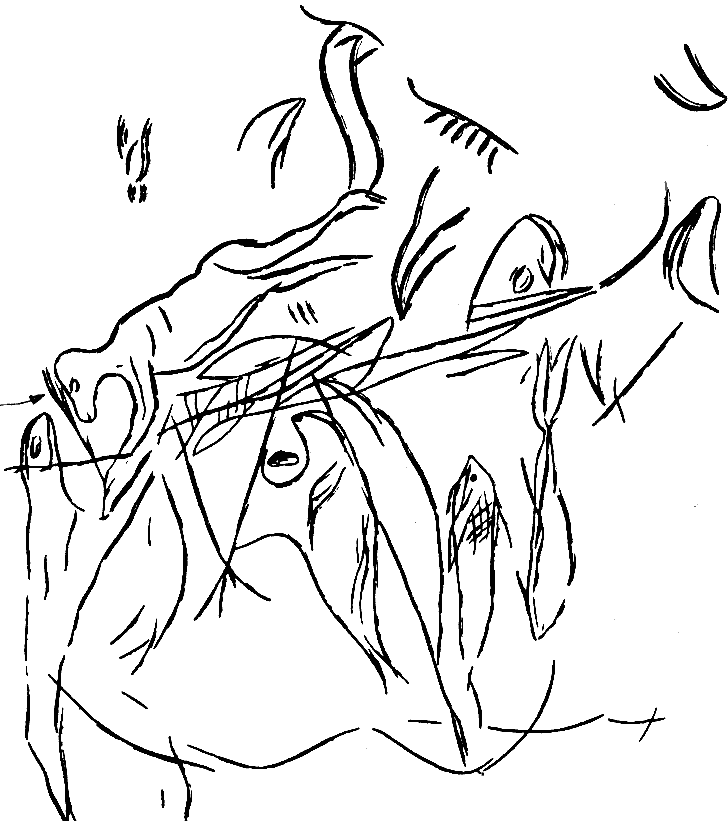
Escena de capbussada ritual en la cova de los Casares (Guadalajara, Espanya)
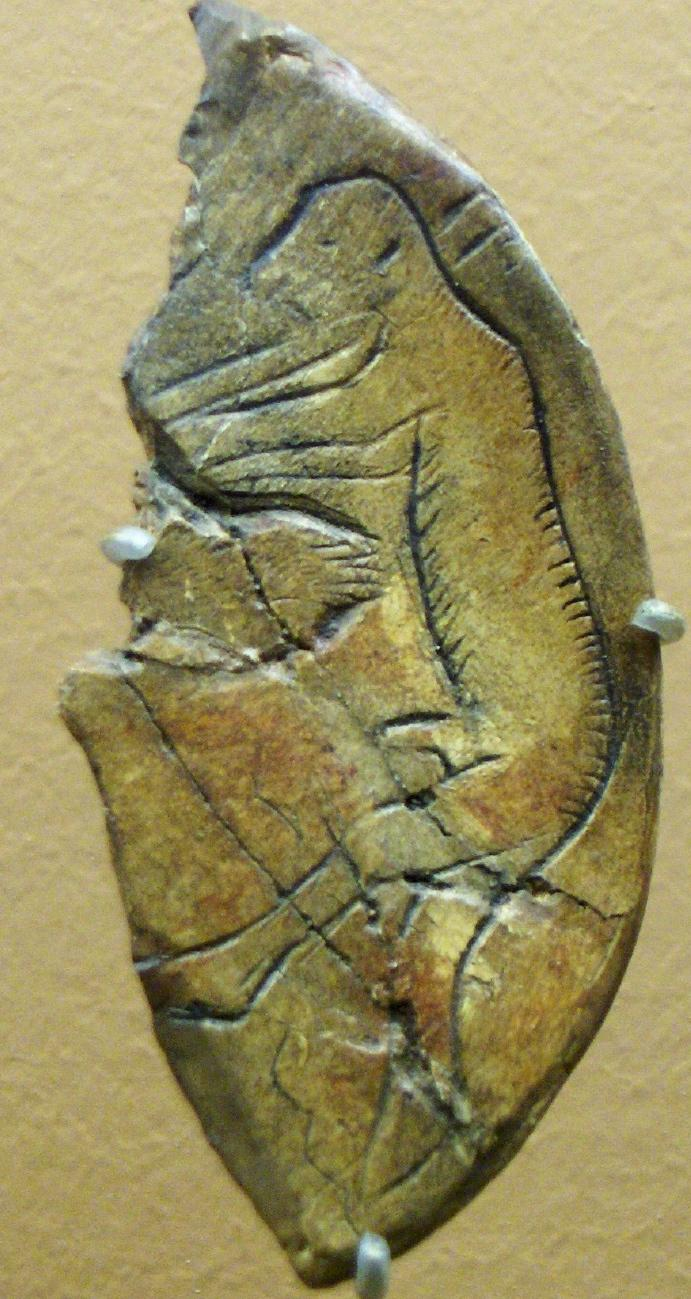
Humà atacat per un os del qual només es veu l'urpa (Saint-Germain, França)

### Interpretació
La funció de l'art paleolític és totalment desconeguda. Al principi, es considerava que aquestes obres d'art es feien només per motius estètics (per adornar: l'art per l'art), i encara que ningú nega que els artistes paleolítics van haver de sentir satisfacció per la bellesa d'aquestes representacions, això seria secundari, i sens dubte aquest art era de caràcter màgic o religiós. S'han formulat diverses teories sobre la funció d'aquest art, tot i que no hi ha proves sòlides.
1. El totemisme: aquesta teoria sorgeix a la primera meitat del segle xx, quan certs antropòlegs van comparar els costums dels pobles primitius actuals amb les obres rupestres paleolítiques. En concret, James George Frazer[18] va extrapolar els costums d'aquest tipus de pobles actuals a les manifestacions artístiques prehistòriques. L'animal tòtem estableix, d'una banda, un vincle espiritual entre l'ésser humà i la natura i, de l'altra, és un factor de cohesió del grup, ja que els individus se senten identificats amb el símbol que representa la seva comunitat. En efecte, certes figures representarien els esperits de l'avantpassat mític de la tribu, el citat animal tòtem, una barreja d'humà i animal. Estaria, per tant, associat al culte als ancestres i a la reencarnació de l'humà en animal en una altra vida. Recentment, es tendeix a destacar aquest tipus de manifestacions artístiques com un sistema comunicatiu (ideogràfic) destinat a assenyalar a la comunitat quin és el territori que ocupa, quina és la seva organització, en què es distingeix respecte a les altres comunitats, en definitiva, se subratlla el caràcter cohesionador, la seva idiosincràsia i la seva íntima relació amb el medi natural que ocupen, és a dir, el seu territori.[19]
2. El xamanisme: aquesta interpretació és compatible amb el totemisme i a vegades es confonen. Els intermediaris entre el món anímic i sobrenatural i el món material serien els bruixots o xamans i utilitzarien les coves pintades com a santuaris prohibits als no iniciats, llocs sagrats on se celebraven rituals minoritaris, reservats a uns pocs elegits (recessos, dejunis, meditacions, somnis premonitoris...): de vegades, el bruixot, o xaman, es col·locava una màscara, es disfressava i, amb plantes al·lucinògenes i música repetitiva, entrava en trànsit, comunicant-se amb elsesperits.
3. La fecunditat i màgia propiciatòria: aquesta teoria va ser formulada per Salomó Reinach el 1903, però va ser popularitzada pel prestigiós historiador i abat Henri Breuil l'any 1952.[20] Breuil va adoptar la idea de Reinach i, no sols va canviar totalment la seva interpretació cronològica sinó que la va enriquir amb nombroses investigacions d'antropòlegs, filòsofs i prehistoriadors, així com amb el coneixement de primera mà de l'art paleolític, cosa que no tenia Reinach. Segons el prestigiós abat, les representacions servirien per a demanar als esperits que la caça fos abundant, que els animals procreessin i que es poguessin abatre totes les peces necessàries. Aquesta teoria justificaria que els animals representats fossin femelles prenyades i també que hi hagi animals ferits per llances. Les venus serien dees de la fecunditat que portarien l'abundància (per això eren representades obeses) i les figures masculines serien els bruixots en plena cerimònia. Les mans serien la signatura dels participants en les cerimònies, i d'aquells que passaven a pertànyer a la categoria de caçadors adults. Així mateix, la representació d'animals perillosos "no comestibles" era una forma de controlar-los, i allunyar-los de les preses que l'ésser humà anhelava. No obstant això, aquesta teoria tampoc explicava totes les manifestacions rupestres conegudes. Malgrat això, les idees de Breuil van ser rellançades als anys noranta arran d'una sèrie d'avanços en els sistemes de datació de l'art parietal. De nou, es tornen a considerar els plantejaments magicopropiciatoris. Igualment s'han rellançat les idees sobre el xamanisme i el totemisme, incloent-les dins d'un mateix fil conductor, encara que sense arribar a considerar-les mai exactament iguals.[21]
4. El dualisme de la natura: la teoria més ambiciosa, proposada per l'antropòleg francès André Leroi-Gourhan, parteix d'un paradigma estructuralista, rebutjant l'extrapolació antropològica amb tribus primitives actuals (tot i que no va poder evitar recolzar-se en aquesta disciplina). La seva intenció va ser abastar tota l'estructura de la societat paleolítica d'Europa occidental, entenent-la d'una manera holística, com un sistema en el qual tot està interconnectat, des de la superestructura ideològica, fins a la infraestructura econòmica, passant per tots els estadis intermedis. A més, Leroi-Gouhan va introduir sistemes d'anàlisi estadística i models complexos per desxifrar l'organització interna dels conjunts artístics en el seu context extern.[22] D'aquesta manera, va arribar a obtenir un panorama suposadament complet i vàlid per a tot l'art paleolític. Com, per exemple, la manifestació d'una sèrie de religions que comparteixen una tradició comuna en la qual els animals, els signes abstractes i símbols sexuals masculins o femenins representarien les dues forces oposades de la natura en conflicte i renovació constant. A això, s'afegeix la idea d'Annette Laming-Emperaire, que sosté que aquestes forces són el masculí i el femení:[6] la dona seria el bisó i el toro, mentre que l'home seria el cavall. De la mateixa manera, les armes representarien l'home i les ferides i la sang, la dona. També el paper de tots dos seria oposat: la dona, una Venus obesa generadora, i l'home grotesc, caçador i destructor. Segons Henri Delporte,[23] el fet que les representacions masculines i femenines estiguin, generalment, en una relació d'oposició, no vol dir que siguin reflex de creences merament sexuals, és a dir, ritus i mites de fecunditat. Es tracta, més aviat, d'una cosmogonia explicada per una oposició. En qualsevol cas, no es pretén dir que una única religió dominés tot el Paleolític superior, sinó que totes compartien el mateix sistema, la mateixa estructura bàsica.
5. Simbolisme: en les últimes dècades s'ha intentat determinar si l'organització, tant d'elements figuratius com abstractes, la seva estructura i el seu ritme, responen a algun codi de comunicació de coneixements o de registre d'esdeveniments. Per exemple, si es tracta de la representació d'una cosmogonia, d'alguna espècie de calendari primitiu en què es reflecteixin fets repetitius fonamentals, aspectes estacionals, etc. De la combinació de formes representades simples i complexes, de la manera com es relacionen, es pretén obtenir una forma de llenguatge mitogràfic', pictogràfic o ideogràfic en el qual cada animal i cada símbol té un significat diferent, segons la manera com s'associen en el context en què apareixen. Alguns defensors d'aquest paradigma arriben massa lluny en les seves conclusions, superant allò estrictament científic.[24]

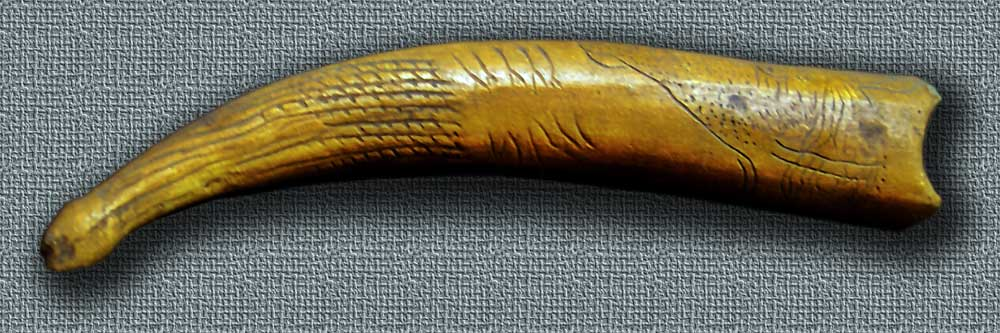
Bastó fàl·lic decorat, cova de la Vall (Cantàbria)
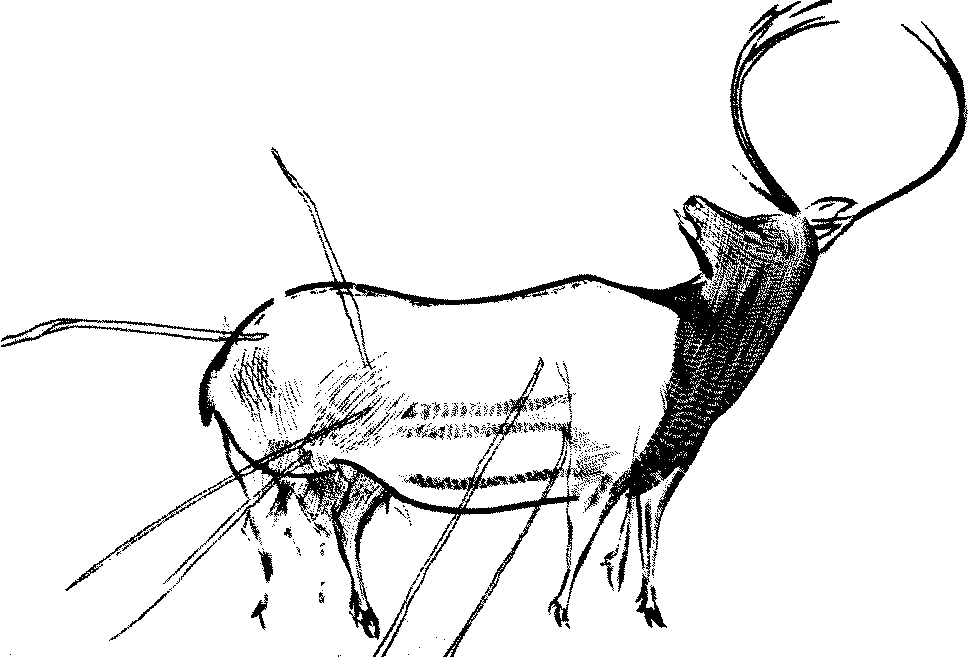
Cérvol ferit de la cova de la Penya de Candamo (Astúries)
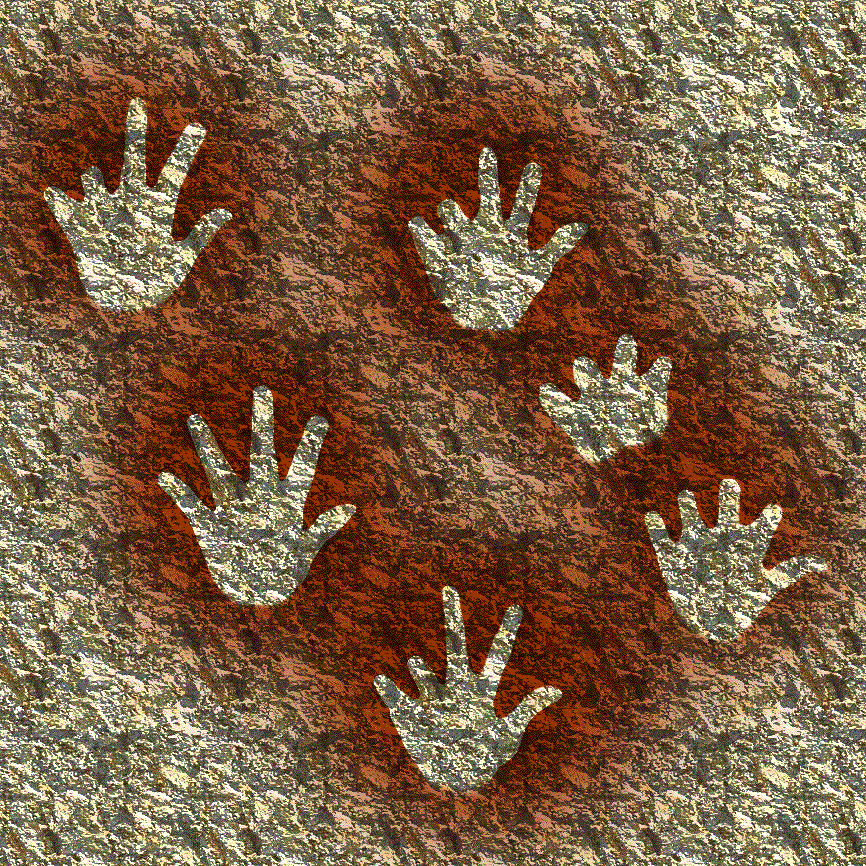
Mans impreses de la cova de Gargas (França) «amb falanges amputades»
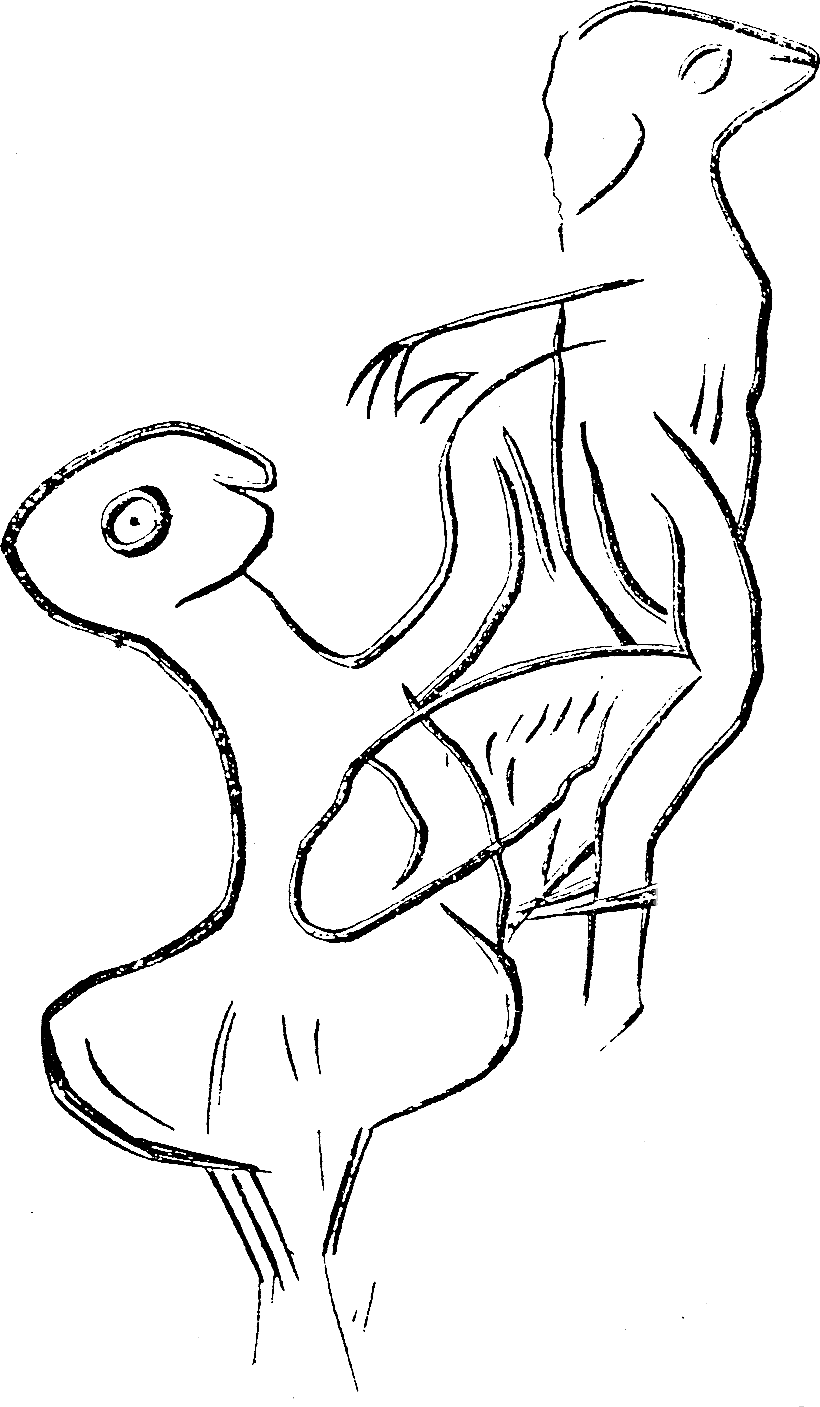
Hierogamia o coit ritual de la cova de los Casares (Guadalajara)

És possible que totes les teories siguin parcialment certes, i que conjuntament puguin interpretar el significat de l'art paleolític. D'altra banda, al contrari que les idees exposades que van del general al particular, existeixen nombroses teories, recents, que intenten partir de l'estudi independent de cada cova, incorporant no sols elements magicoreligiosos o estructurals, sinó també d'altres conjunturals com el simbolisme o la comunicació ideogràfica, amb l'esperança d'arribar en un futur a una explicació general. En tot cas, també caldria incloure un legítim interès per l'estètica, demostrat tantes vegades pels artistes paleolítics. Aquest interès supera les explicacions conjunturals o les estructurals relatives a la «màgia-caça-fecunditat», fins i tot l'oposició de contraris de Leroi-Gouhan, quedant subjacent, en tota la seqüència, una intencionalitat artística com a recerca de la perfecció i del sentit de la bellesa.
Actualment, els enfocaments són menys pretensiosos, investigant la realitat de cada jaciment abans de treure una conclusió global sobre tot l'art paleolític. Hi ha una tendència general a admetre motivacions molt diverses, escoles artístiques diferents, i fins i tot religions diferents. L'enfocament plural ha estat substituït per la multicausalitat i per la singularitat de cada jaciment. Així mateix, s'ha introduït la idea (similar a l'action-painting contemporani) que el pur fet d'elaborar una obra d'art prehistòric, la gestualitat duta a terme, és un ritual en si mateix.

## Resta d'Europa

### Itàlia
A Itàlia hi ha nombrosos jaciments d'art mobiliari, entre els quals destaquen els de Grimaldi iSavignano. Són famoses les venus italianes, que recorden les del nord, per exemple la Venus de Savignano, la de Barma Gran, la de Chiozza va Sacandiano i la de Balzi Rossi, del període gravetià, encara que la majoria no té context arqueològic fiable. L'únic art parietal d'aquesta zona del nord és la cova de Cavillon.

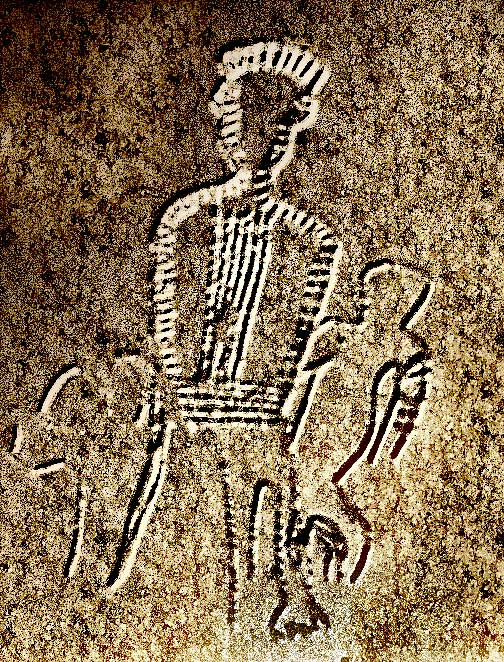
Figura humana frontal a la cova de Levanzo
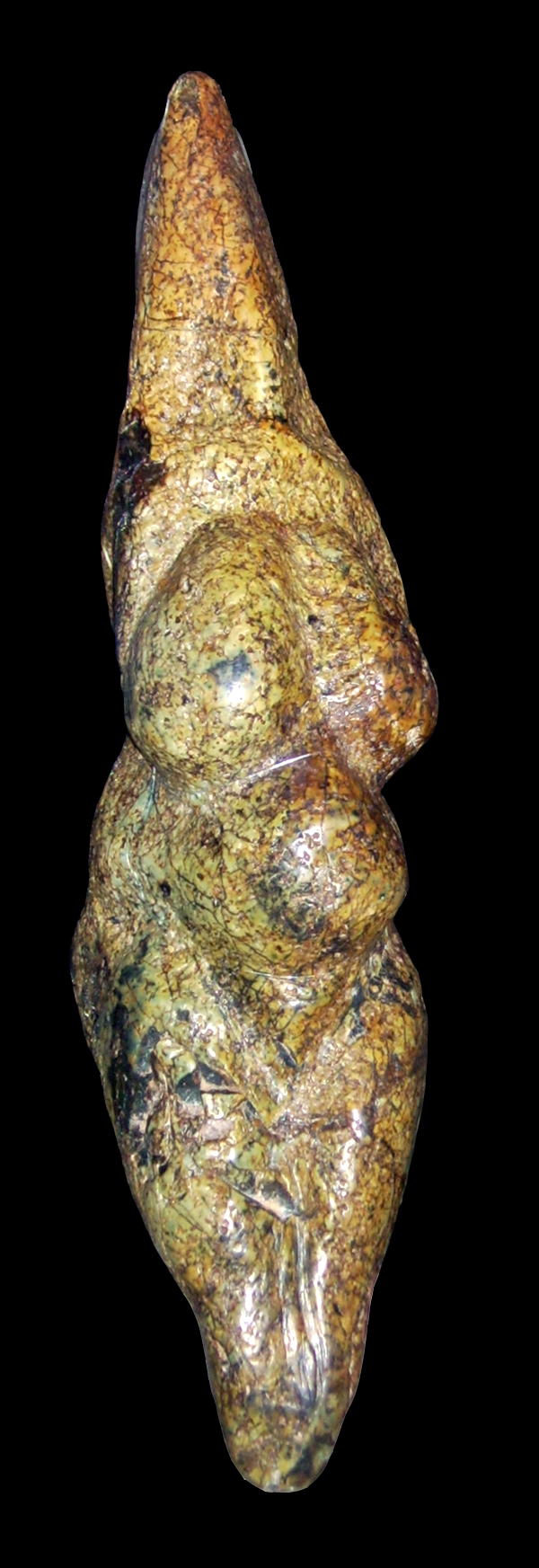
Venus de Savignano (Mòdena)
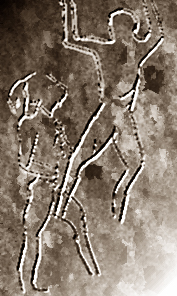
Escena de la cova d'Addaura (Sicília)

Pel que fa a la zona sud, hi ha representacions d'art parietal a la Grotta Romanelli, la cova de Romito i a la cova Paglizzi, però en totes aquestes és molt escàs. A la cova Paglizzi l'estil és molt clàssic, és a dir, molt similar al de l'àrea francoibèrica, en canvi, la de la Grotta Romanelli destaca per aquest característic farciment de l'interior de les figures, amb traços de tota classe, però sense interès volumètric, així com en les coves sicilianes d'Addaura i Levanzo. A Sicília, les coves tenen conjunts molt més rellevants que, malgrat la seva aparent senzillesa, semblen del final del paleolític, molt en la línia del futur art epipaleolític, amb el qual no sembla tenir ruptures. A Addaura, abunden les representacions humanes i sembla que es tractaria d'una escena narrativa plena de dinamisme. A Levanzo, al costat d'antropomorfs molt similars, és a dir, escenes narratives molt dinàmiques, apareix una fauna clarament paleolítica, la qual cosa confirmaria l'edat de les representacions.

### Illes Britàniques
Durant gran part de l'era glacial, les Illes Britàniques van estar completament cobertes per grans capes de gel, amb l'única excepció d'una franja de terra de gruix variable que s'estenia des de les actuals Gal·les i Cornualla (i de vegades, la punta sud d'Irlanda) fins on avui hi ha el canal de la Mànega. El mar del Nord no va existir fins a temps més recents, de manera que, durant el Paleolític, la zona constituïa una prolongació territorial de França. Durant anys, es va discutir per què en aquesta zona, tan propera a la important àrea francoibèrica, mai s'havien trobat pintures rupestres. L'explicació més comuna que es dona és que l'àrea, situada al costat de la zona d'avanç i retrocés de les glaceres, era massa freda i inestable per a mantenir una població destacable i permanent que pogués realitzar tals pintures.
No obstant això, el 2003 es va descobrir una important concentració de fins a 80 figures en una cova al límit entre Nottinghamshire i Derbyshire, anomenada Creswell Crags, on es van poder identificar representacions d'ossos, cérvols, bisons, cabres salvatges i -cosa inusual- nombroses aus, entre les quals, una amb un llarg bec corbat. La presència decabres salvatges (un animal que es va extingir a Anglaterra fa uns 10.000 anys) indicava clarament que les pintures tenien una cronologia paleolítica, cosa que es va confirmar més tard en datar les pintures en uns 12.800 anys d'antiguitat.
Artísticament, les pintures de Creswell Crags presenten importants semblances amb les trobades a França i al nord d'Espanya i, per tant, poden ser incloses com un exemple més d'aquest conjunt. No obstant això, no tenen colors de "farcit" i en nombrosos casos ni tan sols els contorns són visibles, sinó només la marca deixada com una cicatriu a la roca. Això no representa una diferència d'estil, sinó que es deu al fort deteriorament i pèrdua dels pigments en dates posteriors, probablement a causa de la gran humitat registrada en la Britànnia postglacial. El descobriment de Creswell Crags, gairebé al centre d'Anglaterra, indica clarament que el sud de Gran Bretanya, i probablement també el que avui en dia és el canal de la Mànega, van acollir pintures d'estil francoibèric, però que lamentablement es deuen haver perdut gairebé íntegrament. No obstant això, es considera la possibilitat que en alguns llocs més arrecerats similars a Creswell Crags s'hagi conservat algun rastre de la seva presència.

### Europa central i oriental
A Alemanya i Suïssa, on s'intueix una província artística, se succeeixen diversos períodes estilístics d'art moble:

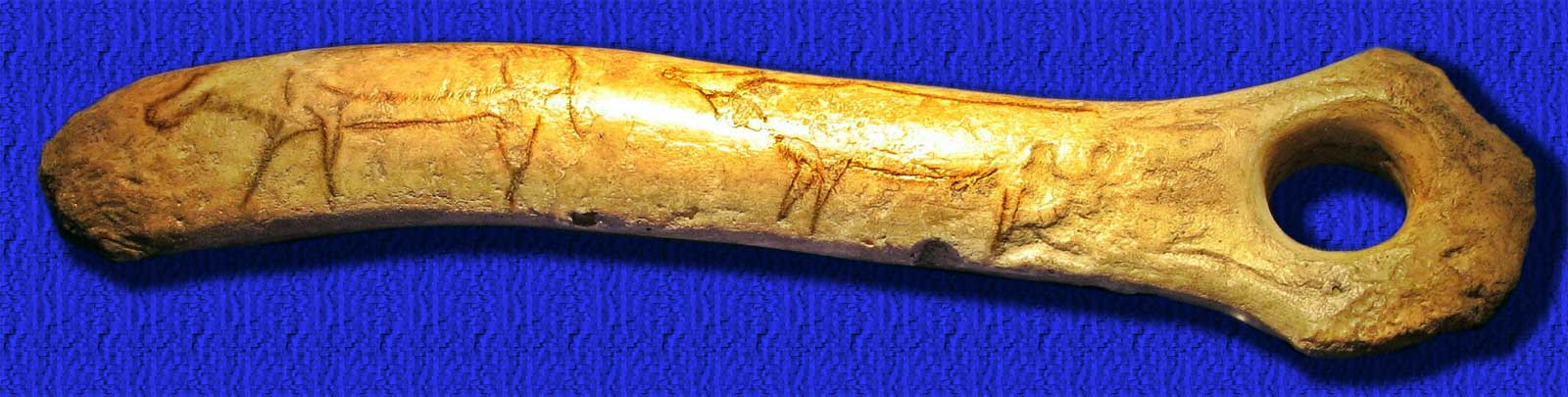
Bastó perforat amb cèrvids gravats, procedent dels voltants de Constança (Alemanya)

- Fase Vogelherd: correspon a una etapa mal definida cronològicament, sembla antiga (potser equivalent a l'aurinyà-gravetà occidental), anterior al Würm III i en què destaquen estatuetes d'ivori, de pedra i d'argila, així com objectes de línies incises i bandes de puntuacions.
- Fase Kesserloch: en aquest cas, es pot fer una correlació segura amb el magdalenià occidental (fase IV, oscil·lació de Bølling). En aquest ric període trobem propulsors, varetes amb decoració geomètrica, contorns retallats i fins i tot escultures. Els jaciments més importants són l'epònim de Kesserloch (Thayncen, Suïssa) i el d'Oberkassel (Hamburg, Alemanya).
- Fase Gönnersdorf: sembla una fase estilísticament intermèdia (correlacional amb el magdalenià occidental, fase V i inici de la fase VI). Són molt abundants les representacions femenines denominades claviformes, però també les representacions de mamuts, cavalls i símbols sexuals. A part del jaciment epònim de Gönnersdorf, destaquen els de Nebra, Oelknitz i Hohlenslein.
- Fase Petersfeld: és un període que sol equiparar-se al magdalenià VI occidental (oscil·lació d'Allerød). Els seus trets són l'abundància de representacions de caps aïllats, de la figura del ren en l'art moble i la reafirmació de la tendència a l'esquematització, igual que en la fase anterior, és a dir, les representacions femenines claviformes, de vegades perforades, com si haguessin estat utilitzades com a penjolls, i les composicions solen ser variades (en fila, parelles afrontades com en una dansa...).

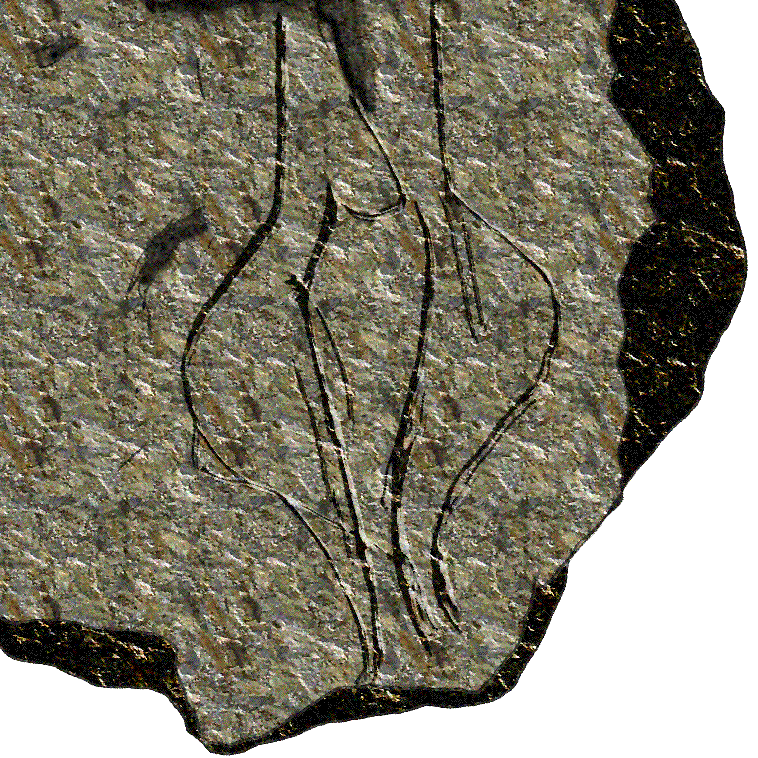
Venus claviformes, Gönnersdorf (Alemanya)
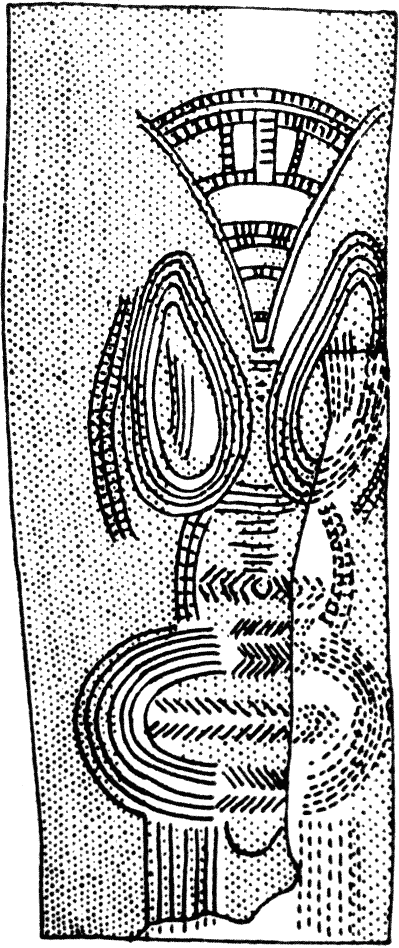
Figura de Predmost sobre banya de mamut
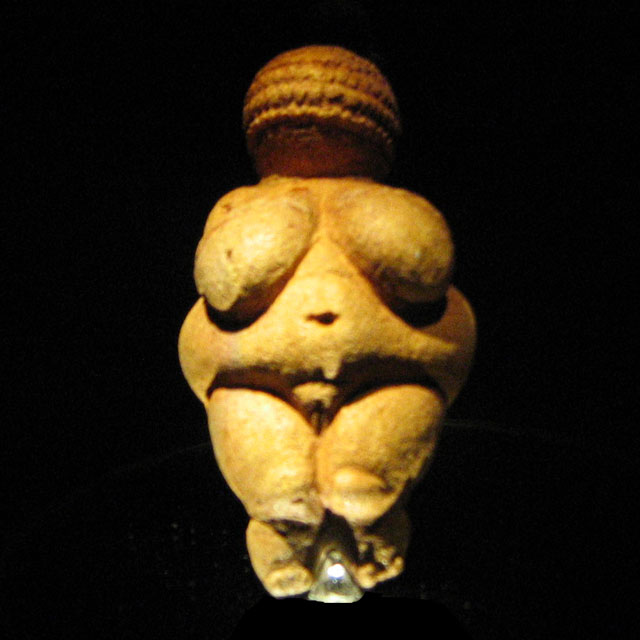
Venus de Willendorf (Àustria)
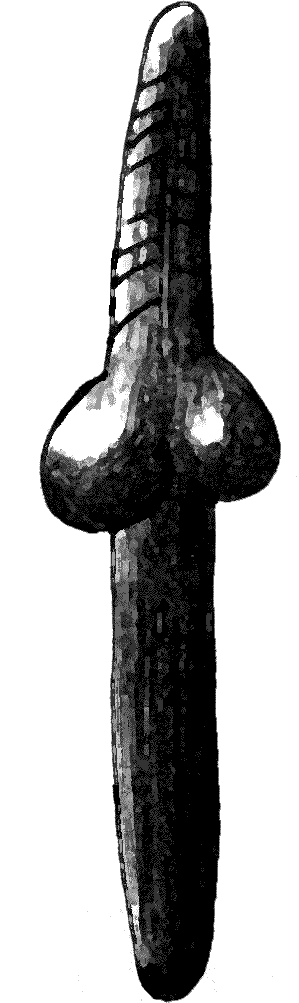
Una de les venus estilitzades de Dolni-Vetonice

Es considera que hi ha una altra província artística a les planes centrals del Danubi a la República Txeca i Àustria: es pensa que va ser una zona habitada per caçadors de mamuts amb certa relació estilística amb la zona francesa. Hi ha una fase inicial (equivalent al període aurinyacià), anomenada pavloviensà pel jaciment epònim de Pavlov, on va aparèixer una figura de lleó retallada sobre ivori. Encara que des d'un punt de vista artístic l'obra més destacada és la Venus de Willendorf (Àustria), per ser una de les primeres que es van trobar (1908), també n'hi ha d'altres conservades d'aquesta mateixa època de gran valor, com per exemple, l'home lleó d'Hohlenstein (Danubi alemany), Predmost (Moràvia) i el gran conjunt deDolni-Vestonice (Brno, República Txeca), la cronologia del qual és equiparable al període magdalenià clàssic.
- Dolní Věstonice és un jaciment excepcional on es van trobar diverses desenes d'estatuetes, tant d'animals com antropomorfs. S'han arribat a exhumar estructures d'habitació, una de les quals va ser interpretada com la casa de l'artista, amb milers de restes d'obres d'art al voltant de la llar i majoritàriament fetes de fang cuit. També es van trobar restes de flautes, cosa que ha fet que s'especulés sobre la possibilitat de si l'artista podia ser un xaman.[32]

Pel que fa a l'Europa oriental, només es coneixen algunes coves excepcionals, entre les quals destaquen la cova de Cuciulat a Romania i les pintures de mangra vermella de la cova de Kapova, a Rússia. Es van descobrir el 1961 al sud dels Urals, prop del riu Belaya. Hi ha immenses galeries amb més de quaranta representacions de mamuts, bisons, rinoceronts i cavalls, i més dubtosos són els cavalls pintats de Mgvimeni (Geòrgia). D'altra banda, l'art moble és molt abundant en algunes regions de l'Europa de l'Est: a la zona de la mar Negra destaca el jaciment de Molodova.

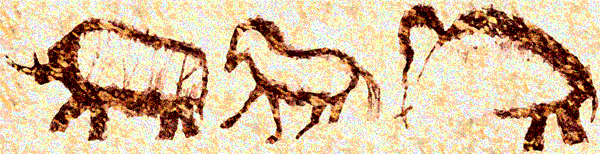
Bestiari del saló de les Pintures, de la cova de Kapova, a Rússia.

Existeixen importants jaciments d'art moble a les planes de l'antiga Unió Soviètica i a la Sibèria, entre els quals cal destacar el de Mal'ta per estar a milers de quilòmetres més enllà dels Urals. No obstant això, la seva cronologia és controvertida a causa de la dificultat que hi ha per trobar paral·lelismes amb altres cultures. Sembla que el Paleolític va durar més en aquesta zona i, per tant, existeix un cert desfasament cronològic que ajudaria a explicar la dificultat en la seva datació. Si s'extrapola amb Europa, l'art paleolític siberià sembla desenvolupar-se des del gravetià; alguna cosa similar succeeix a la vall del riu Don (Ucraïna).
- Mal'ta: situat a prop del llac Baikal, es coneixen restes arqueològiques de botigues amb llars al voltant dels quals s'han exhumat 12 estatuetes femenines (algunes de les denominades amb caputxa), també hi ha estatuetes de mamut i una tomba infantil en què el cadàver portava restes d'un collaret i una venus sobre el pit.
- Kostienski (riu Don, Ucraïna): és un assentament a l'aire lliure, un campament de tendes amb onze estatuetes d'animals i vuit estatuetes femenines a l'entorn de les llars.
- Gagarino (riu Don, Ucraïna): només s'ha exhumat una cabana feta amb grans ossos de mamut i el sòl ruixat d'ocre. Fora d'aquesta estructura van aparèixer nombroses estatuetes.

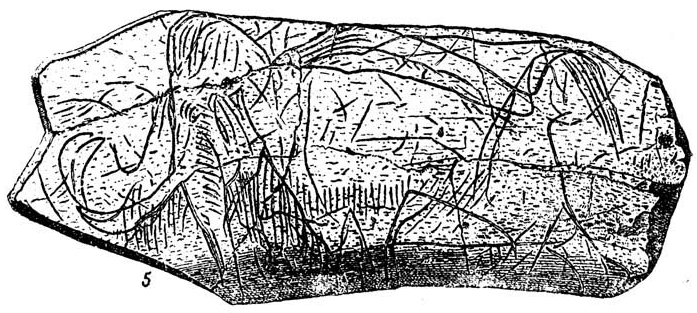
Kameno Doba: mamut en placa d'ivori
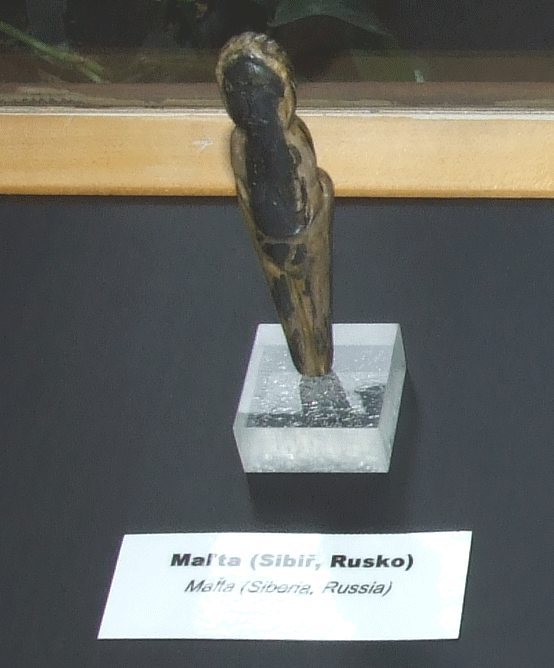
Una de les figuretes femenines de Mal'ta (llac Baikal, Sibèria)
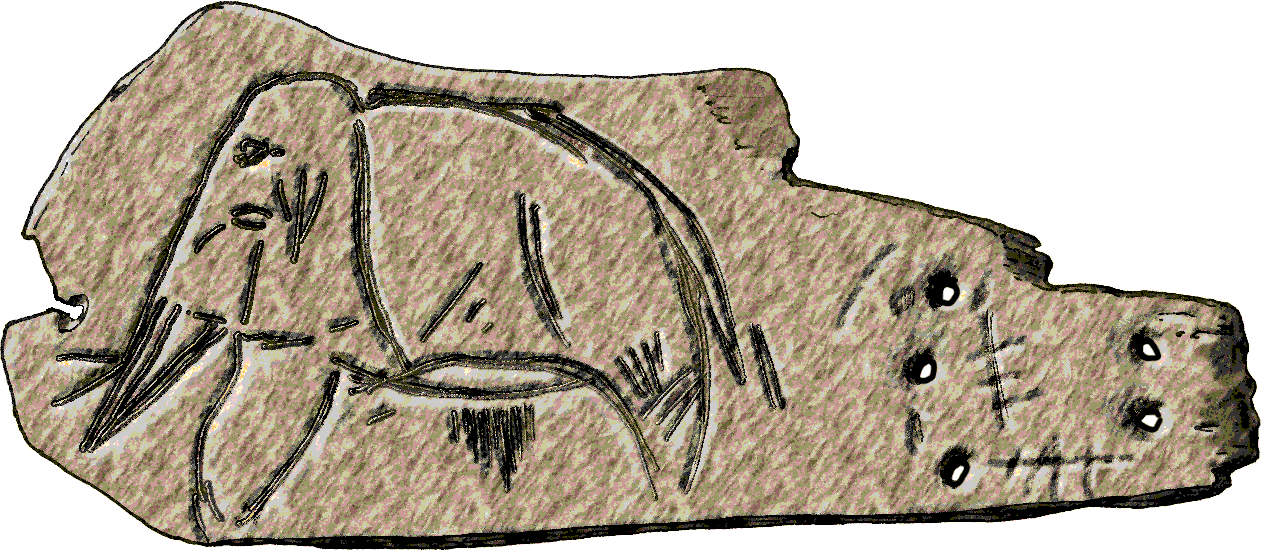
Placa d'ivori decorada, jaciment de Mal'ta (llac Baikal, Sibèria)
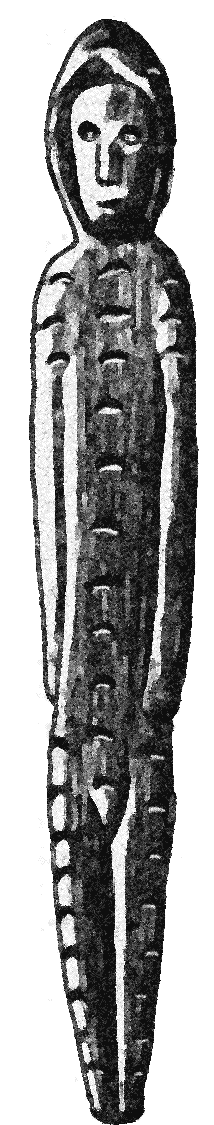
Estatueta femenina tallada en banya de mamut de Buretj (llac Baikal, Sibèria)

Aquests jaciments són els més importants, tot i que se n'han trobat d'altres (Buretj,Avdeevo,Eliseevichi...) que han proporcionat centenars d'estatuetes femenines i d'animals d'ivori de mamut, prop de la llar del que semblaven cabanes o en els límits de les estructures habitacionals.

## Llista dels jaciments europeus més importants
| Jaciments clau per a l'Art paleolític | | |
| Estat espanyol | Estat francès | Resta d'Europa |
| La Pileta (Màlaga) Cueva del Moro, Tarifa (Cadis) Cova de los Casares (Guadalajara) El Parpalló (València) Hornos de la Peña (Cantàbria) Covalanas (Cantàbria) Las Chimeneas (Cantàbria) El Candamo (Astúries) Cuetu de la Mina (Astúries) Cova de El Castillo (Cantàbria) Altamira (Cantàbria) La Pasiega (Cantàbria) El Juyo (Cantàbria) Ekain (Guipúscoa) La Loja (Astúries) Las Monedas (Cantàbria) Les Caldas (Astúries) La Vinya (Astúries) La Garma IV (Cantàbria) Tito Bustillo (Astúries) Cova del Pindal (Astúries) Cova de la Vall (Cantàbria) Siega Verde (Salamanca) | Abri Cellier (Dordonya) La Colombiere (Ain) Gargas (Alts Pirineus) Brassempouy (Aquitània) Laussel (Dordonya) Lespugue (Alta Garona) Pech Merle (Òlt) Fourneau du Diable (Dordonya) Gorge de l'Enfer (Dordonya) Roc de Sers (Charente) Gabillou (Dordonya) La Marche (Vienne) Cougnac (Òlt) Las Combarèlas (Dordonya) Cap Blanc (Dordonya) Mas d'Azil (Arieja) Baume Latrone (Gard) Rouffignac (Dordonya) Niaux (Arieja) La Madeleine (Dordonya) Cova de Lascaux (Dordonya) Font-de-Gaume (Dordonya) | Hohlenstein (Alemanya) Willendorf (Alemanya) Balzi Rosi (Ligúria) Vogelherd (Alemanya) Savignano (Mòdena) Noravany (Eslovàquia) Grotta Paglicci (Pulla) Grotta Romanelli (Pulla) Veyrier (Suïssa) Kesslerloch (Suïssa) Petersfelg (Alemanya) Gönnersdorf (Alemanya) Cuciulat (Romania) Kostienski (Ucraïna) Gagarino (Ucraïna) Molodova (Moldàvia) Dolni-Vestonice (República Txeca) Addaura (Sicília) Levanzo (Sicília) Foz Coa (Portugal) Mazouco (Portugal) Kapova (Rússia) Hayonim (Israel) |

## Amèrica

### Jaciments patagons
Amb datacions que oscil·len entre els 14.000 i 9.700 anys d'antiguitat, els jaciments de la cova de les Mans i del turó dels Indis són extraordinàriament abundants en mans, en positiu i negatiu, i en escenes de caça de camèlids americans (especialment el guanac) i algun felí, possiblement el puma. Hi ha gran quantitat de mostres d'art que s'estenen a banda i banda del curs superior del riu Pinturas i la zona del Parc Nacional Perito Moreno, en una àrea limitada pel nord pel riu Desitjat i que per l'oest arriba fins al poble de Governador Gregores. En aquesta zona (que podria considerar-se, sense entrar en detalls, com la franja de terra existent entre els rius Deseado i Santa Cruz a la Patagònia), es troba també el jaciment Pedra Museu, amb una antiguitat superior als 13.000 anys. El fenomen artístic en aquestes àrees està associat des del principi del poblament humà: certs llocs amb ocupacions superiors als 10.000 anys presenten mostres d'art de la mateixa antiguitat.

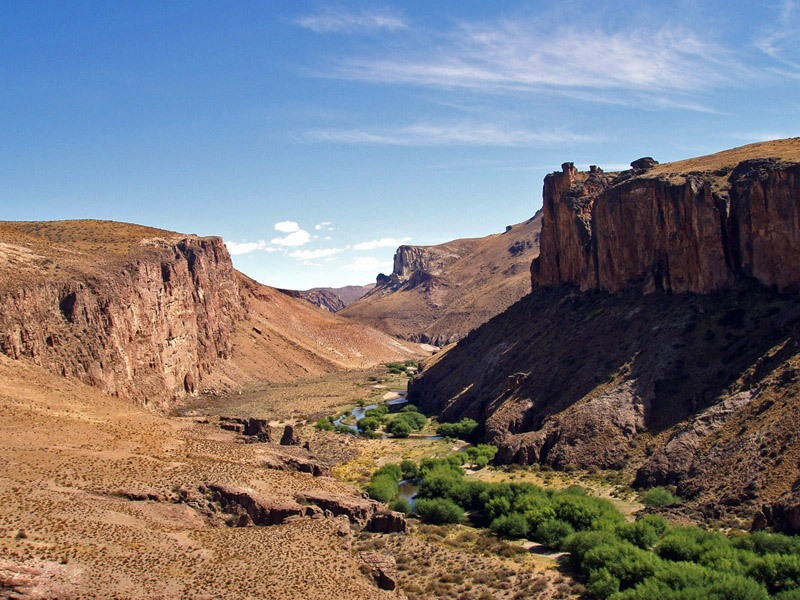
Panorama de conjunt rupestre de riu Pinturas.
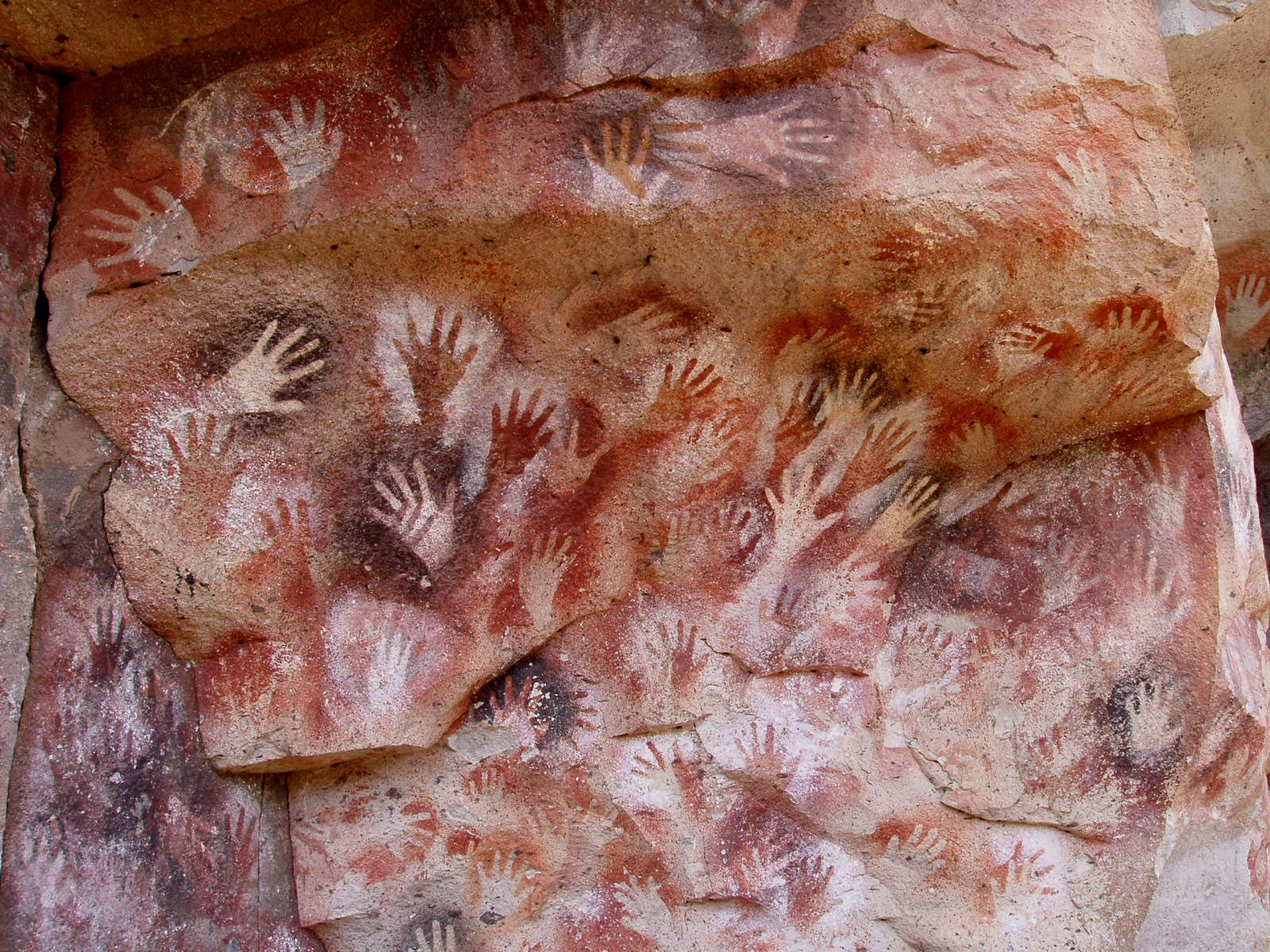
Cova de les Mans, riu Pinturas, a la Patagònia argentina, província de Santa Cruz. L'art més antic d'Amèrica del Sud (7300 aC)

Les excavacions de Gradín i Aschero, investigadors de l'Institut d'Arqueologia de la Universitat Nacional de Tucumán i membres del CONICET a l'entrada de la cova de les Mans ha demostrat la utilització de pigments minerals basats en òxids de ferro, amb una antiguitat de més de 10.000 anys. Aquests pigments es presenten barrejats amb guix cristal·lí, com una forma de millorar l'adherència de la pintura sobre la paret de roques. Això s'ha demostrat mitjançant tècniques de difracció de raigs X. La majoria dels colors corresponen a la gamma de l'ocre i els grocs.
L'enorme concentració d'imatges de mans en negatiu (unes 300 o 400 vegades més nombroses que la cova de mans europea més poblada) és impactant i complementa i subratlla les escenes "animalístiques" i de caça. A la cova de les Mans s'hi observen grans quantitat de guanacs representats en ocre, negre i vermell, perseguits per caçadors que els aguaiten i capturen amb boleadoras. Les escenes estan representades seqüencialment, i sovint la captura es concreta 12 metres més enllà d'on va començar l'aguait. L'ús de les anfractuositats de la roca per dotar de tridimensionalitat el paisatge pintat completa l'efecte.
Els caçadors estan representats amb un sol braç (el que empunya les boles), i sovint s'amaguen i camuflen en "canons" o entrants de la paret de la roca, com si s'amaguessin en una rasa real. La discordança entre art i arqueologia és sorprenent: tot i que les imatges mostren només boleadoras i cap llança o fletxa, als voltants les excavacions només han trobat puntes de fletxa i llança. Aquesta discordança està encara en estudi i no ha pogut ser explicada de manera satisfactòria.

### Jaciments baixcalifornians
A Mèxic, concretament al llarg de les serres centrals de la península de Baixa Califòrnia, es troba un ampli nombre de llocs amb manifestacions ben conservades de petroglifs i pintura rupestre, documentats des del segle xviii pels religiosos que van explorar el territori abans de fundar les missions jesuítiques a la península de Baixa Califòrnia. Les exploracions arqueològiques han estat efectuades des de 1884. S'hi aprecien tant elements abstractes com figuratius, en els quals s'inclouen representacions antropomorfes i de la fauna no sols terrestre (incloent aus), sinó també marina. Destaca d'entre els altres l'anomenat estil gran mural per la seva escala monumental, execució i homogeneïtat, en quatre de les serres de l'àrea: Sant Joan, Sant Francesc, Sant Borja i Guadalupe, comptabilitzant un total de 543 llocs amb art rupestre el maig de 2003, any en què la Unesco va incloure com a Patrimoni de la Humanitat les pintures rupestres de la serra de San Francisco, a les quals s'acredita una datació de 7.500 anys d'antiguitat i un exercici continu al llarg de 5.000 anys.

## Resta del món

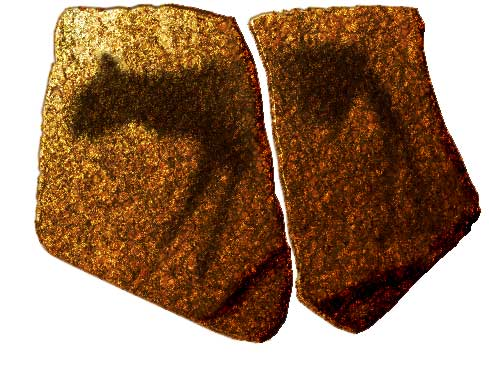
Impressió d'artista d'un pictograma zoomòrfic sobre llosa de pedra de la MSA de la cova Apollo 11, Namíbia

A la resta del món, la presència de l'art paleolític és molt escassa o gairebé nul·la. Les poques manifestacions que trobem són majoritàriament representacions no figuratives i extremadament senzilles (incisions geomètriques o curvilínies, cassoletes i perforacions). Les restes més destacades amb representacions figuratives són:
- A l'Àfrica, 
  - la cova de Blombos[35] (República Sud-africana). És molt destacable la troballa de dues plaques d'ocre amb gravats abstractes però intencionals, amb una pauta geomètrica concreta (reticulat), que podrien haver estat fabricats fa uns 70.000 anys.
  - la cova d'Apollo 11 (Namíbia). Va aparèixer una plaqueta pintada amb un zoomorf no identificat datat en 25.000 anys d'antiguitat.
- Al Pròxim Orient, l'única evidència coneguda és una plaqueta calcària que sembla la representació d'un cavall (tot i que hi ha certs dubtes), localitzada a la cova d'Hayonim (Israel), la seva antiguitat rondaria els 20.000 anys.
- A la Xina, al nord-est de Pequín, la cova de Longgu té el que sembla un cérvol gravat l'any 13000 aC, aproximadament.

La resta de manifestacions són obres no figuratives molt disperses però escampades per tot el globus terraqüi: des d'Amèrica (a la cova de Clovis hi ha plaques de gres amb incisions de diferents motius geomètrics), fins a Austràlia (els petroglifs de l'anomenat Karake style trobats a la cova Malangine semblen d'edat pleistocena) o Japó (on apareixen diversos còdols amb incisions geomètriques del període Jomon antic), passant per Xina (la cova de Chukutién, en els seus nivells del Paleolític superior, ofereixen nombrosos objectes perforats de pedra o de petxina que poden ser penjants), l'Àsia central, Orient Mitjà, Àfrica, etc.